# Ekel

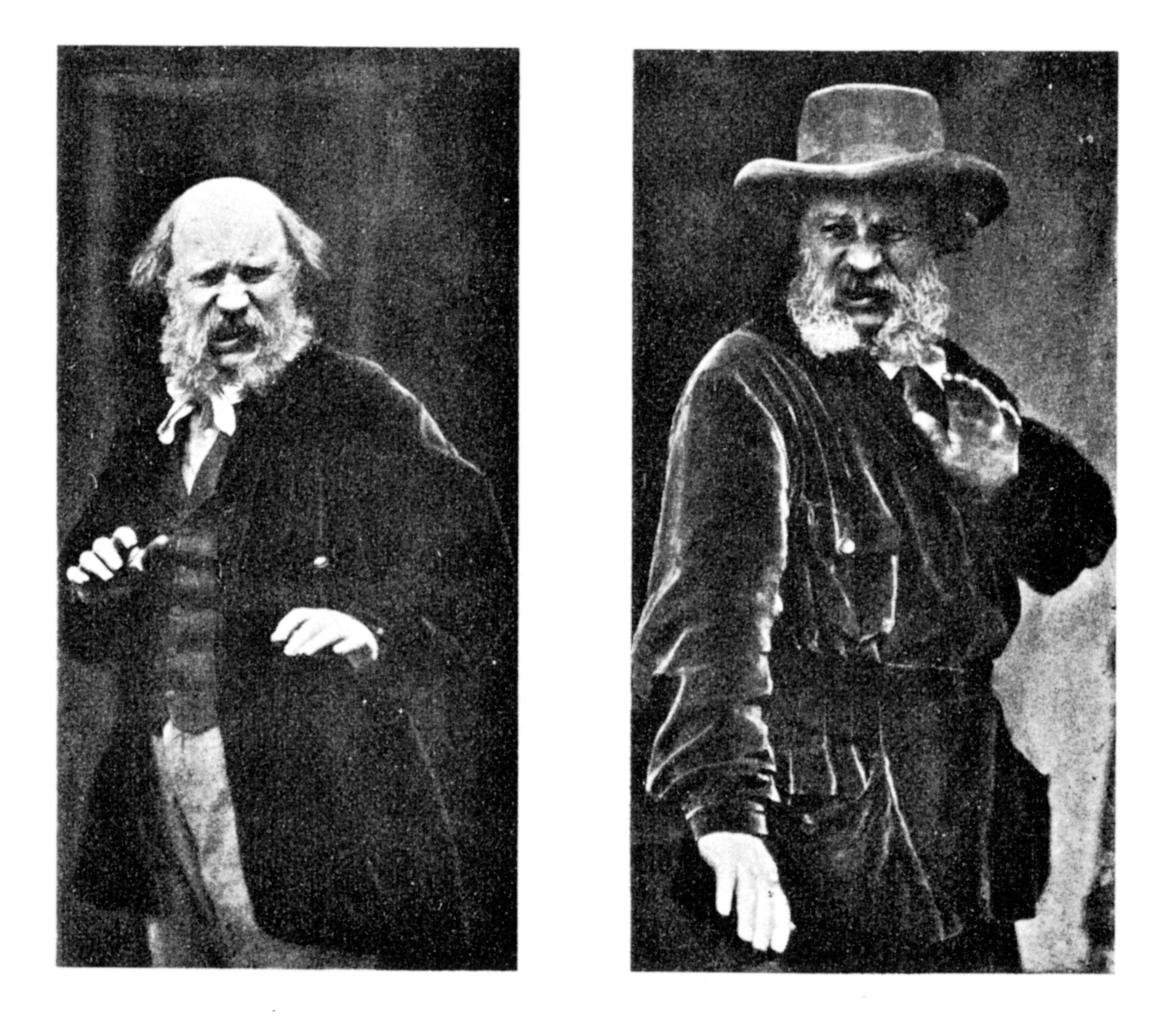
Beispiele für Ekel-Mimik. Abbildungen aus dem Buch Der Ausdruck der Gemütsbewegungen bei dem Menschen und den Tieren von Charles Darwin

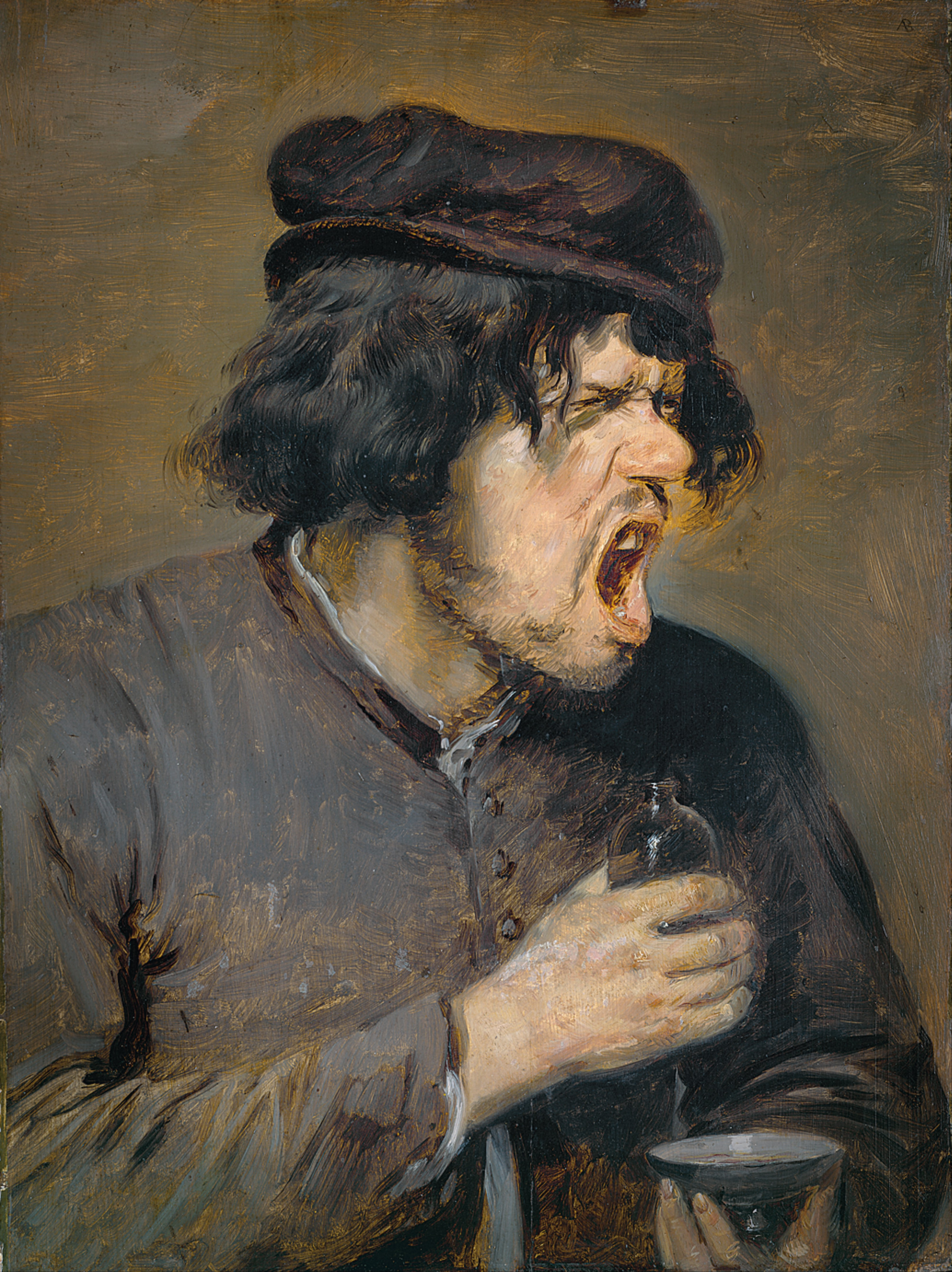
Adriaen Brouwer: Der bittere Trank, um 1636–1638

Ekel und Abscheu sind Bezeichnungen für die Empfindung einer starken Abneigung in Verbindung mit Widerwillen. Im Gegensatz zu anderen, weniger starken Formen der Ablehnung äußert sich Ekel mitunter auch durch starke körperliche Reaktionen wie Übelkeit und Brechreiz, Schweißausbrüche, sinkenden Blutdruck bis hin zur Ohnmacht. Wissenschaftlich gilt Ekel nicht nur als Affekt, sondern auch als Instinkt. Die instinktive Reaktion ist in Bezug auf bestimmte Gerüche, Geschmäcke und Anblicke angeboren. Zusätzliche Ekelgefühle werden aber auch während der Sozialisation erworben. Ekel dient der Prävention von Krankheiten. Nahrungstabus werden auch deshalb eingehalten, weil tabuisierte potenzielle Nahrungsmittel anerzogene Ekelgefühle auslösen.
Nach der Auffassung von Lothar Penning, der sich 1984 mit sozialwissenschaftlichen und kulturgeschichtlichen Aspekten des Ekels beschäftigt hatte, wurde Ekel als ein sozialer Mechanismus definiert, „der kulturell bedingt und pädagogisch vermittelt, sich den primitiven Brech- und Würgereflex zunutze macht, um die vorrational erworbene, soziale Basisidentität zu schützen.“
Ekel spielt auch bei einigen Phobien eine Rolle, das wesentliche Merkmal einer Phobie ist jedoch Angst, nicht Ekel. Extreme Ekelempfindlichkeit wird in der Psychologie als Idiosynkrasie bezeichnet. Bei der Krankheit Chorea Huntington empfinden Betroffene dagegen überhaupt keinen Ekel und können auch den entsprechenden Gesichtsausdruck bei anderen nicht mehr deuten.

## Entstehung des Ekelgefühls
Ekel (englisch disgust, französisch dégoût) entsteht vermutlich im Gehirn im sogenannten Mandelkern, der zum limbischen System gehört, wo auch andere Emotionen verarbeitet werden. Die Aktivierung dieses Areals bei Ekelreaktionen konnte in Studien nachgewiesen werden. Die Fähigkeit, Ekel zu empfinden, ist zwar angeboren, Ekelgefühle werden jedoch erst im Laufe der ersten Lebensjahre durch Sozialisation erworben. Kleinkinder empfinden nachgewiesenermaßen noch keinen Ekel gegenüber Substanzen, Objekten oder Gerüchen; sie stecken auch Kot, Käfer oder Regenwürmer in den Mund. Mitunter wird auf die Tatsache verwiesen, dass schon Neugeborene mit dem Verziehen des Gesichts auf bitteren Geschmack von Flüssigkeit reagieren, doch wird das von der Mehrheit der Wissenschaftler nicht als Ekelreaktion interpretiert, sondern als angeborene Geschmacksaversion, wie auch die Präferenz für süß angeboren ist. Auf Gerüche, die Erwachsene als ekelerregend bezeichnen – wie den von Kot oder Schweiß – reagieren Kleinkinder bis etwa drei Jahren nicht.

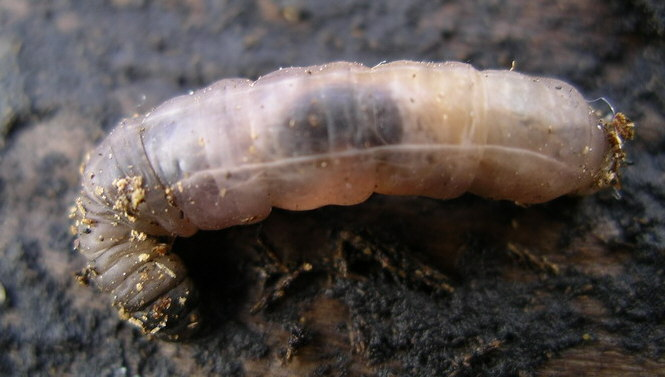
Made

Ein Forschungsansatz geht davon aus, dass die menschliche Ekelfähigkeit in den Genen angelegt ist, die Objekte des Ekels jedoch von der jeweiligen Kultur festgelegt werden und variabel sind. Da die Ekelreaktion kein angeborener Instinkt sei, werde sie im Laufe der Sozialisation nach dem Vorbild von anderen, vor allem den Eltern, erlernt und sei kulturell beeinflusst. Das Prinzip lautet: „Ekele dich vor den Dingen, die in der Gesellschaft, in der du lebst, als ekelhaft gelten!“ Evolutionsbiologisch betrachtet erscheint das vor allem in Hinblick auf die Ernährung sinnvoll, da das Nahrungsangebot nicht in jedem Lebensraum identisch ist und sich im Laufe der Evolution auch ständig verändert hat. Das größte Ekelpotenzial haben weltweit offenkundig tierische Produkte, im Gegensatz zu Pflanzen und unbelebten Objekten.
Weltweit gibt es einen typischen Gesichtsausdruck für das Ausdrücken von Ekel: Die Nase wird gerümpft und die Oberlippe hochgezogen, während die Mundwinkel nach unten gehen, bei starkem Ekel wird zusätzlich leicht die Zunge herausgestreckt. Physiologisch kommt es häufig zu einem Würgereflex, Speichelfluss und Übelkeit mit Brechreiz, im Extremfall zu starkem Blutdruckabfall und zur Ohnmacht. Die Ekelempfindlichkeit ist individuell unterschiedlich stark ausgeprägt. Es ist möglich, Ekel zu verdrängen oder zu überwinden, was zum Beispiel in medizinischen Berufen oder bei Bestattern eine wichtige Rolle spielt, doch auch hier gibt es große individuelle Unterschiede.
Zu welchem Zweck sich die Fähigkeit zum Ekel im Laufe der Evolution herausgebildet hat, steht nicht eindeutig fest. Einige Wissenschaftler wie Paul Rozin halten eine starke Abwehrreaktion auf ungenießbare Substanzen für den Ursprung der Emotion. Auch die Psychologin Anne Schienle vermutet, dass der Ekel im Zusammenhang mit dem Würgereflex entstanden ist, der dazu dient, die Aufnahme ungenießbarer oder gesundheitsschädlicher Nahrung zu verhindern (siehe auch Evolutionäre Emotionsforschung). Nach dieser Theorie sind Ekelgefühle erst später als Schutzmechanismus auch auf Substanzen wie Körperprodukte und Gerüche ausgeweitet worden.
Weltweit am häufigsten als ekelerregend bezeichnet werden Leichen, offene Wunden, Körperprodukte wie Kot, Urin oder Eiter, der Geruch verdorbener Lebensmittel und bestimmte Tiere wie Würmer oder Läuse, auch Entwicklungsformen wie Maden. Die Ausprägung der Ekelgefühle gegenüber diesen Objekten differiert jedoch in verschiedenen Kulturen und war nach Ansicht von Kulturwissenschaftlern in Europa in früheren Zeiten deutlich geringer ausgeprägt als heute.
Wissenschaftliche Experimente belegen, dass Assoziationen eine wesentliche Rolle beim Entstehen von Ekelgefühlen spielen. Viele Studienteilnehmer weigerten sich, eine Suppe zu essen, die zuvor mit einem fabrikneuen Kamm umgerührt wurde. Auch Orangensaft, der in einer neuen sterilen Urinflasche angeboten wurde, löste Ekel aus. Dasselbe gilt für Schokoladenpudding, der in der Form von Hundekot auf dem Teller angerichtet worden war – viele wollten ihn nicht essen, obwohl ihnen klar war, dass es sich um Pudding handelte. Die Ekelgefühle wurden nachweislich nicht durch die Qualität der Speisen, sondern nur durch die negativen Assoziationen zu Gegenständen bzw. Objekten ausgelöst.
Echte Ekelreaktionen sind nach Auffassung der meisten Forscher bei Tieren nicht zu beobachten, obwohl sie auf unangenehme Geschmacksreize deutlich erkennbar reagieren und die meisten Tierarten Unbekömmliches durch einen Würgereflex ebenso wie Menschen erbrechen können. So wie bei vielen Menschen führt Übelkeit nach dem Genuss eines Lebensmittels zur Entwicklung einer dauerhaften Abscheu gegenüber dieser Speise. Ein ähnlicher Effekt wurde in einem Experiment bei Wölfen und Kojoten beobachtet, an die man präpariertes Schaffleisch verfüttert hatte, das heftige Übelkeit erregte. Sobald diese Tiere danach Schafe sahen, flohen sie oder zeigten typisches Unterwerfungsverhalten. Dieses ausgeprägte Meidungsverhalten interpretieren einige Forscher als Ekel, während andere es als Konditionierung aufgrund der experimentell verursachten Geschmacksaversion auffassen.

## Theorien

### Charles Darwin
Die ersten wissenschaftlichen Aussagen zum Ekel stammen von Charles Darwin als Teil seines Werks The Expression of the Emotions in Man and Animals (1872). Seine Definition lautete: „[…] something revolting, primarily in relation to the sense of taste, as actually perceived or vividly imagined; and secondarily to anything which causes a similar feeling, through the sense of smell, touch and even of eyesight“ („etwas Widerliches, vor allem in Zusammenhang mit dem Geschmackssinn, tatsächlich wahrgenommen oder in der Vorstellung; außerdem gegenüber allem, das ein ähnliches Gefühl hervorruft über Geruch, Berührung oder den Anblick“). Als Erster beschrieb Darwin die universell übliche Mimik, die für Ekel charakteristisch ist. Er ging davon aus, dass die Ekelreaktion ein angeborener Instinkt ist und schon bei Säuglingen vorhanden, da diese auf unangenehme Geschmacksreize bereits mit dieser Mimik reagieren. Darwin sah den Ekel als evolutionäre Weiterentwicklung des Brechreizes an; der typische Gesichtsausdruck sei ein Überbleibsel davon und diene der Kommunikation mit anderen, um sie vor Ungenießbarem zu warnen.

### Sigmund Freud
Sigmund Freud deutet den Ekel als Abwehrmechanismus, als tendenziell neurotisches Symptom der Verdrängung archaischer Triebregungen und als Folge der Erziehung, vor allem der frühkindlichen „Sauberkeitserziehung“. Dabei sieht er zugleich eine Ambivalenz von Ekel und Lust, da das ekelerregende Objekt unverdrängt ein Lustgefühl verschaffen würde. Diese Emotion steht laut Freud demnach im Dienst von Ich und Über-Ich. Diese ursprüngliche Lust, zum Beispiel das positive Verhältnis zum eigenen Kot, werde bei Erwachsenen nur im Falle von Perversionen ausgelebt, wo Lustgefühle erneut den Ekel verdrängen. Als wesentlichen Auslöser für Ekelgefühle betrachtet Freud den Geruchssinn; seine Aussagen hierüber beschränken sich auf den Themenkreis der Sexualität und auf Körperausscheidungen.

### Aurel Kolnai
1929 schrieb Aurel Kolnai einen ausführlichen Aufsatz mit dem Titel Der Ekel, der im Jahrbuch für Philosophie und phänomenologische Forschung erschien. Für ihn handelt es sich dabei um eine Abwehrreaktion, die sich vor allem gegen Organisches richtet, aber auch eine moralische Dimension hat. Kolnai bezeichnet Ekel als ambivalente Gefühlsregung, da die auslösenden Objekte nicht nur abstoßend wirkten, sondern zugleich die Aufmerksamkeit fesselten. „Ekel“, so Kolnai, „ist mehr als gesteigertes Mißfallen, aber weniger und anders als Haß; Ekel […] ist körpernäher als alle anderen Formen der Abwehr und Abkehr; Ekel ist deshalb auch etwas anderes als moralische Verachtung und geradezu ein Gegenbegriff zu Angst. […] Im Ekel ist keine Bedrohung spürbar, nur eine unerträgliche Belästigung […].“
Der Speiseekel spielt bei Kolnai eine untergeordnete Rolle. Er spricht Geruchs-, Gesichts- und Tastsinn eine wesentlich größere Bedeutung zu als dem Geschmack. Kolnai verwendet den Begriff „Überdrußekel“ für die Reaktion auf übermäßiges Essen und Trinken, aber auch für Müßiggang. Als Urobjekt des Ekels sieht Kolnai alle Formen von Fäulnis und Verwesung an, und daher seien auch Exkremente ekelhaft. Ekelreaktionen auf Insekten erklärt er mit dem optischen Eindruck des Gewimmels und negativen Assoziationen wie Heimtücke und Boshaftigkeit. Außerdem sei auch wild wuchernde Vegetation ekelauslösend. Kolnai führt auch eine Reihe von als unmoralisch empfundenen Verhaltensweisen auf, die er mit Ekel in Verbindung bringt. Kolnais Ausführungen sind nicht wertneutral und nicht wissenschaftlich objektiv. Penning weist darauf hin, dass er aus der Perspektive eines konservativen Katholiken um 1930 schreibt.
Salvador Dalí war beeindruckt von Kolnais Der Ekel. In einem 1932 veröffentlichten Essay für die Zeitschrift This Quarter empfahl der Maler den Text nachdrücklich den anderen Surrealisten und hob sein analytisches Verfahren als nachahmenswert hervor. „Spuren der Bilder, Beispiele und Beobachtungen“ Kolnais fänden sich „in vielen Gemälden Dalís wieder, auch in dem Film Un chien andalou.“
In ihrer Rezension zu Kolnais seit 2007 in dem Band Ekel, Haß, Hochmut. Zur Phänomenologie feindlicher Gefühle wieder auf Deutsch zugänglichem Essay weist Susanne Mack darauf hin, dass „Der Ekel seiner Auffassung nach durch eine grundsätzliche Aversion, sprich: Angst verursacht (wird), der Angst des Menschen vor dem Sterben, vor Fäulnis- und Verwesungsprozessen, im Grunde vor dem zukünftigen Verwesen des eigenen Körpers.“

### Julia Kristeva
Die französische Psychologin und Literaturwissenschaftlerin Julia Kristeva prägte 1980 in ihrem Buch Pouvoirs de l'horreur. Essai sur l'abjection den Begriff „Abjektion“ (Verwerfung) bzw. „abjekt“ im Zusammenhang mit dem Phänomen Ekel, wobei sie damit jedoch nicht die auslösenden Objekte bezeichnet, sondern die Beziehung einer Person zu ihnen und ihre Bewältigungsstrategie. So sind bei ihr nicht Spinnen „abjekt“, sondern die Angst vor ihnen. Laut Kristeva konfrontiert das Abjekte und damit auch der Ekel das Ich mit seinen Grenzen und seinen Ängsten und erfüllt damit eine wichtige Funktion, indem es die Unterscheidung zwischen „dem Selbst“ und „dem Anderen“ erst ermöglicht. Sie betrachtet die Abjektion als Teil der Ablösung von der Mutter, wobei sie klebrige, schleimige und diffuse Substanzen mit dem Mütterlichen assoziiert. Ausgrenzung und Tabus sind nach Kristeva Phänomene der Abjektion, die dazu dienen sollen, bestimmte Grenzen, Regeln oder Systeme zu sichern. Wo es nicht möglich sei, etwas völlig auszugrenzen, gebe es in allen Kulturen bestimmte Reinigungsrituale mit dem Ziel einer Katharsis. Diese kathartische Funktion übernehme auch die Kunst.

### Paul Rozin
Seit den 1980er Jahren beschäftigt sich der amerikanische Psychologe Paul Rozin mit dem Phänomen des Ekels; seine Erklärungen basieren auf Theorien der Evolutionsbiologie und der Emotionspsychologie. Rozin geht davon aus, dass der nahrungsbezogene Ekel der evolutionäre Ursprung dieser Emotion ist und bezeichnet diesen daher als „core disgust“ (Basisekel). Er habe sich dann weiter entwickelt über Ekelgefühle gegenüber Tieren bis zum „interpersonellen Ekel“ und „moralischen Ekel“. Die Tatsache, dass Übelkeit und Brechreiz wesentliche Begleiterscheinungen des Ekels sind, spricht laut Rozin dafür, dass es sich ursprünglich um eine rein orale Abwehrreaktion handelte, um den Körper vor ungeeigneter Nahrung zu schützen.
Nach Studien von Rozin gibt es bezüglich der Ekelempfindlichkeit zwischen Eltern und Kindern einer Familie eine relativ hohe Korrelation. Wie Freud geht er davon aus, dass die frühkindliche Sauberkeitserziehung („toilet training“) eine der ersten Lernerfahrungen für die Ausbildung von Ekel ist.
Laut Rozin dient Ekel in der modernen Gesellschaft vor allem dazu, unsere genetische Verwandtschaft mit Tieren zu verdrängen; „animalisches Verhalten“ bei Menschen werde generell als ekelhaft bewertet, wobei die Definition dafür im Laufe der Zivilisation entwickelt worden sei. Diese Bewertung sei auf Verhalten ausgeweitet worden, das als unmoralisch eingestuft werde. Ekel erfülle daher auch eine soziale Funktion und diene der Abgrenzung zu anderen sozialen Gruppen und Kulturen. „[…] disgust is in many respects the emotion of civilization“ (dt.: Ekel ist in vielerlei Hinsicht die Emotion der Zivilisation). Die zentrale These Rozins lautet: „A mechanism for avoiding harm to the body became a mechanism for avoiding harm to the soul. The elicitors of disgust may have expanded to the point that they have in common only the fact that decent people want nothing to do with them. At this level, disgust becomes a moral emotion and a powerful form of negative socialization.“ (dt.: Ein Mechanismus zur Vermeidung von Schäden für den Körper wurde zu einem Mechanismus zur Vermeidung von Schäden für die Seele. Die Ekelauslöser könnten sich so vervielfältigt haben bis zu dem Punkt, dass ihre einzige Gemeinsamkeit darin besteht, dass anständige Leute damit nichts zu tun haben wollen. Auf dieser Ebene wird Ekel zu einer moralischen Emotion und einer machtvollen Form von negativer Sozialisation.)

### Paul Ekman
Paul Ekman versteht den Ausdruck von Emotionen im Anschluss an Darwin als Teil von Affektprogrammen, bei denen es sich um basale allgemeinmenschliche und kulturübergreifende, unbewusste komplexe Reaktionsmechanismen handle, die mit typischen Mustern von Gesichtsausdrücken einhergingen. Er unterscheidet sieben grundlegende Typen: Freude, Trauer, Verachtung, Angst, Wut, Überraschung und eben Ekel.
Ähnliche Grundtypen werden nach wie vor von vielen Emotionsphilosophen und -psychologen zugrunde gelegt. Allerdings wird insbesondere gerade Ekel von vielen, weil es sich besonders deutlich nicht um eine kognitive Einstellung, sondern eine primitive Körperreaktion zu handeln scheint, von den eigentlichen Emotionen ausgenommen und als Gefühl behandelt.

### Richard Lazarus
Richard Lazarus versteht Emotionen nicht wie William James und Carl Lange (s. James-Lange-Theorie) als Körperveränderungen, da sie auch kognitive Einstellungen gegenüber Objekten und Ereignissen beinhalteten; es gehe also um eine Beurteilung der Beziehung zur Umwelt. Dabei unterscheidet er sechs Dimensionen: Bezug auf eigene Ziele, Übereinstimmung oder Verstoß gegen diese, Einbezug spezifischer ichbezogener Einstellungen, Verantwortlichkeitszuschreibung, Einschätzung der eigenen Reaktionskompetenz und darauf bezogene Zukunftserwartung bezüglich erreichbarer Übereinstimmung mit eigenen Zielsetzungen. In diesem Rahmen erklärt er Ekel als bezogen auf einen unverdaulichen Gegenstand oder, in metaphorischem Sinne, eine ebensolche Idee bzw. Vorstellung, die aufgenommen oder als zu nah beurteilt wird.
Die gegenwärtige emotionsphilosophische Debatte kreist nach wie vor um die Frage, wie körperliche gegenüber kognitiven Aspekten zu gewichten sind – wobei oft zwischen Gefühlen und Emotionen unterschieden wird, nur bestimmte Emotionstypen als Anwendungsklasse herausgestellt werden und zum Beispiel ebenso kompatibilistische Ansätze, die beide Aspekte zu vereinbaren versprechen, ausgearbeitet und verteidigt wie von anderen angegriffen werden.

### Martha C. Nussbaum
Martha Nussbaum beobachtet, dass besonders seit den 1990er Jahren verstärkt im Zusammenhang mit Rechtsfragen auf Ekelgefühle rekurriert werde, ähnlich wie die frühen amerikanischen Gesetze zur Homosexualität sich auf Ekel gegenüber „unnatürlicher Sündhaftigkeit“ beriefen. (Auch P. Rozin definiert Ekel als gerichtet auf Handlungen „gegen die Natur“.) Ekel aber sei im Rechtskontext, so die moralpsychologische These Martha Nussbaums, eine irrationale kognitive Reaktion: Individuen nehmen ihre körperliche Unvollkommenheit („Tierhaftigkeit“) wahr, indem sie diese als Furcht vor „Kontamination“ nach außen projizieren. Dies habe historisch zur Unterdrückung sozialer Gruppen (v. a. Frauen, Juden und Homosexuellen) geführt.

### Aktuelle Forschung
Die wissenschaftliche Erforschung des Ekelphänomens ist nicht abgeschlossen. Im Gehirn ist Ekel im limbischen System lokalisiert. Hier werden bei Ekelgefühlen und bei Angst der so genannte Mandelkern (Amygdala) und der orbitofrontale Cortex aktiviert. Das sind Ergebnisse von Untersuchungen mit Hilfe der funktionellen Magnetresonanztomographie (fMRT). Die Amygdala entscheidet auf Grund früherer Erfahrungen, ob ein Reiz für den Organismus als schädlich einzustufen ist oder nicht. Die Reizbewertung kann durch neue Erfahrungen und neue Bewertung verändert werden. Werden die entsprechenden Gehirnregionen bei einer Operation gezielt gereizt, treten Brechreiz und Würgereflexe auf wie bei realem Ekel. Die Aktivierung der entsprechenden Regionen allein durch das Beobachten angeekelter Personen wurde ebenfalls in wissenschaftlichen Experimenten nachgewiesen.
Im Jahr 2004 veröffentlichten Wissenschaftler der London School of Hygiene and Tropical Medicine unter der Leitung von Val Curtis Ergebnisse einer Untersuchung über die universell häufigsten Ekelauslöser und zogen daraus den Schluss, dass Ekel keine Lernerfahrung, sondern genetisch bedingt sei. Die Gemeinsamkeit der meisten als ekelhaft empfundenen Substanzen oder Objekte sei, dass sie mit Krankheit und Infektionen in Zusammenhang stünden wie Kot, Eiter oder Leichen. Die biologische Funktion des Ekels bestehe also darin, vor Krankheiten und Tod zu schützen.
Curtis stellt die These auf, dass es nicht möglich sei, gegenüber beliebigen Objekten Ekel zu entwickeln, beispielsweise Bonbons oder Orangen. Und im Widerspruch zu den Aussagen von Kulturwissenschaftlern geht sie davon aus, dass Ausdrücke des Ekels wie „igitt“ zu den frühesten Wörtern der Menschen gehört haben. Die Befragung wurde ausschließlich anhand von Fotos durchgeführt, die auf einer Website zu sehen waren und nach Ekelhaftigkeit beurteilt werden sollten. Die Übereinstimmung der Antworten mit Mimik und körperlichen Reaktionen war daher nicht feststellbar.
Ebenfalls 2004 publizierte die Universität von Arkansas Studienergebnisse, aus denen hervorgehen soll, dass es zwei wesentliche Ursachen für Ekel gibt: zum einen die Angst vor Schmutz und Krankheiten, zum anderen die Angst vor Tod und Verletzung. Die Ekelgefühle schützen demnach einmal körperlich vor verdorbenem Essen und Infektionsgefahren, zum anderen psychisch vor der Erinnerung an die menschliche Sterblichkeit.
Neuere Untersuchungen zur Neurobiologie weisen darauf hin, dass auch Erfahrungen von Ungerechtigkeit und Unfairness Ekelreaktionen hervorrufen.
Durch Studien belegt ist ein Zusammenhang zwischen dem Ausbruch von Herpes labialis und vorhergehendem Ekel. Forscher der Universität Trier konnten 2004 nachweisen, dass der Anblick potenziell ekelerregender Bilder bei ekelempfindlichen Menschen das zelluläre Immunsystem schwächen und dadurch zum Ausbruch von Herpes simplex führen kann. Außerdem wird bei starkem Ekel das Stresshormon Cortisol ausgeschüttet, das ebenfalls die zelluläre Immunabwehr schwächt.
Die deutsche Psychologin Anne Schienle hat 2003 anhand eines Fragebogens die Ekelempfindlichkeit von 85 Studentinnen ermittelt und parallel dazu ihre Neigung zu Essstörungen. Nach ihren Erkenntnissen zeigen Frauen mit Anzeichen für eine Essstörung eine deutlich höhere Ekelempfindlichkeit als andere, vor allem bei der Bewertung von Körperausscheidungen und verdorbener Nahrung. Diese erhöhte Ekelneigung sei auch schon vor Ausbruch einer Essstörung vorhanden.
Ein an der Universität Groningen durchgeführtes Experiment, das 2012 publiziert wurde, zeigte, dass sexuelle Erregung zu einer temporären Absenkung der Ekelempfindlichkeit führt.
Empirische Studien konnten einen Zusammenhang zwischen Ekel und Todesangst zeigen. Erinnert man Menschen an ihren Tod, reagieren diese empfindlicher auf Ekelauslöser und präferieren es, die menschliche Natur von der animalischen Natur abzugrenzen. Umgekehrt erhöht der Kontakt mit Ekelauslösern Gedanken an den Tod. Ekelsensiblere Menschen reagieren extremer auf Stimuli, die mit dem Tod assoziiert sind, und sind stärker darum bemüht, Gedanken an den Tod zu vermeiden.

## Ekel und Nahrungsauswahl
Während Geschmackspräferenzen und -aversionen bereits bei Neugeborenen vorhanden sind, so dass sie Süßes bevorzugen und Bitteres ablehnen, werden Ekelreaktionen im Laufe der Kindheit erlernt, sind also ein Produkt der Sozialisation und Erziehung. Als Beleg dafür, dass Ekel erlernt wird, gilt eine Metastudie zu 50 Fällen von Wolfskindern, die außerhalb einer menschlichen Gemeinschaft aufgewachsen waren. Zwar hatten alle Kinder Nahrungspräferenzen und -aversionen, aber keines zeigte Ekelreaktionen.

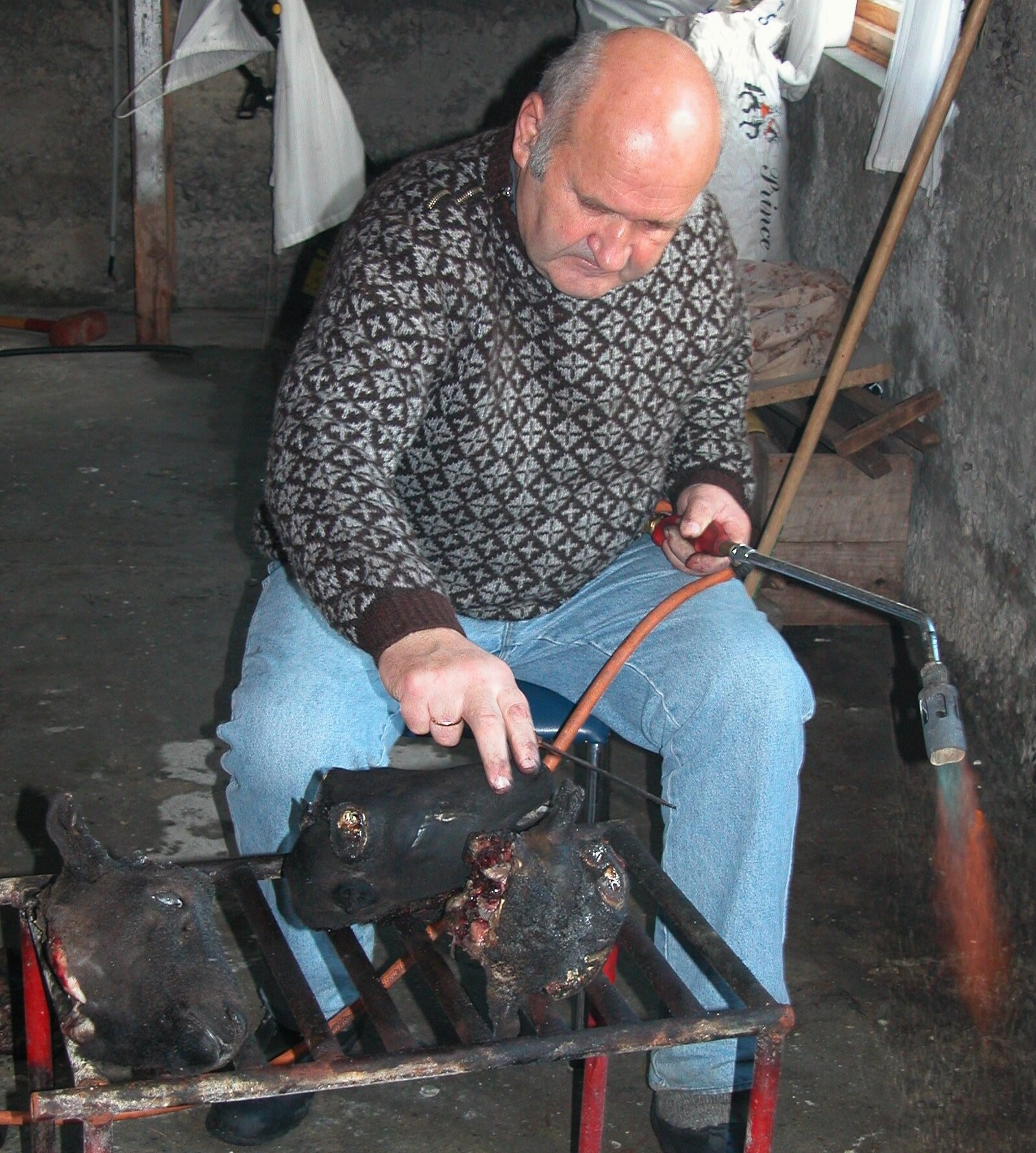
Schwarz verkohlte Schafsköpfe sind eine Delikatesse auf den Färöern

Vom Ekel vor potenzieller Nahrung abzugrenzen ist eine Aversion, die immer auf einer konkreten Erfahrung mit der betreffenden Speise beruht und sich meistens auf Geschmack oder Geruch bezieht. Die Grenzen sind jedoch fließend, denn heftige Aversionen können Ekelreaktionen wie Übelkeit und Brechreiz auslösen. Tritt nach dem Genuss einer Mahlzeit wenige Zeit später Übelkeit auf, entwickelt der Betroffene in der Regel Ekel gegenüber dieser Speise, selbst wenn die Übelkeit andere Ursachen hat. Dieser Effekt kommt durch klassische Konditionierung zustande. Die Speise wird mit der negativen Erfahrung von Übelkeit assoziiert, womit die Speise zum konditionierten Hinweisreiz für Übelkeit wird. Diesen Mechanismus hat der Psychologe Martin Seligman als „Sauce-béarnaise-Syndrom“ beschrieben. Er selbst musste sich kurze Zeit nach einem Abendessen, bei dem er ein Filet mit Sauce béarnaise gegessen hatte, übergeben. Obwohl er wusste, dass die Ursache eine Magen-Darm-Grippe war, entwickelte er einen dauerhaften Ekel vor der Sauce, nicht aber vor dem Fleisch. „Der Geschmack einer Speise, die bereits ein halbes Leben lang ohne unangenehmes Nachspiel verzehrt wurde, ist offenbar ziemlich immun gegen die gelernte Aversion.“ Evolutionsbiologisch ist dies sinnvoll, wenn man davon ausgeht, dass der Ekel dazu dient, Menschen von dem Verzehr toxischer Substanzen abzuhalten. Etwas, das sich in der Vergangenheit als ungefährlich erwiesen hat, muss nicht vermieden werden.
Paul Rozin hält „magisches Denken“, wie es in dem Satz „Du bist, was du isst“ zum Ausdruck komme, für eine wesentliche Ursache von Nahrungsablehnungen. Er führte 1987 eine Studie mit Collegestudenten durch, in der sie Personen Eigenschaften zuordnen sollten anhand der Angabe, wie sich diese ernährten. Das Ergebnis zeigte, dass die Mehrheit der Teilnehmer den Personen Eigenschaften der angeblich gegessenen Tiere zuordnete. In diesem Sinne argumentieren auch einige Vegetarier, die Fleischesser pauschal für aggressiver halten als Pflanzenesser. Laut Rozin fördert die Moralisierung von Essgewohnheiten ebenfalls Ekelgefühle, wie die unterschiedliche Einstellung von moralischen und gesundheitsbewussten Vegetariern belege. Ähnliches lasse sich im Zusammenhang mit der moralischen Ablehnung des Rauchens und Ekelreaktionen auf Raucher, Zigarettenasche etc. feststellen. Eine solche Wirkung kann erwünscht sein, worauf beispielsweise der Genuss von Lebensmitteln als Aphrodisiaka beruht, sie kann jedoch auch unerwünscht sein, wenn ein Nahrungsmittel als verunreinigt oder einfach „schlecht“ gilt. Im Zusammenhang mit Nahrungsauswahl gelten laut Rozin das „Gesetz der Ansteckung“ und das „Gesetz der Ähnlichkeit“. „Ein ekelerregendes Objekt verunreinigt alles, was es berührt, egal wie kurz der Kontakt ist […] Hinter der Weigerung, ein Getränk zu sich zu nehmen, das mit einer Fliegenklatsche gerührt oder in das eine keimfreie Schabe getunkt wurde, liegt die Intuition, daß unsichtbare verunreinigende Teilchen […] hineingelangt sind. […] andere, wie ein Hundehaufen aus Schokolade, gelten aus bloßer Ähnlichkeit als unrein.“
Kleinkinder lernen mit Hilfe von Vorbildern, was essbar ist und was nicht. Bis zum Alter von etwa zwei Jahren halten sie generell alles für essbar und ekeln sich vor nichts. In der Folgezeit bevorzugen sie Speisen, die sie bereits kennen oder die bekannten Speisen ähnlich sind. Ekelreaktionen zeigen sie erst im Alter zwischen vier und acht Jahren. Vorher lehnen sie Essen nur aufgrund seines Geschmacks, negativer Erfahrungen (Übelkeit) oder bekannten Warnungen vor seiner Gefährlichkeit für die Gesundheit ab.

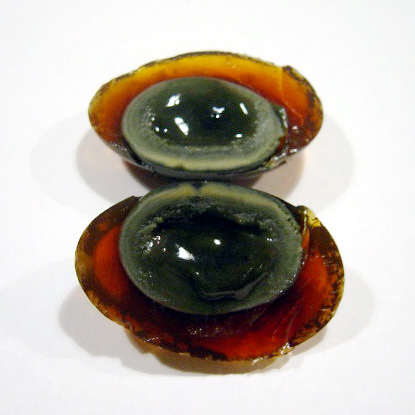
Ein „tausendjähriges Ei“

„Die Esskultur definiert für jedes Individuum ein Grobraster, innerhalb dessen Geschmacksvorlieben entwickelt werden können. Überschreitungen des Grobrasters werden im Erziehungsprozess sozial diskriminiert („Das isst man nicht!“). Nach der Sozialisation innerhalb einer Esskultur ist das Grobraster über Lernerfahrungen so internalisiert, dass selbst auf unbeabsichtigte Überschreitungen […] mit Ekel und Unwohlsein reagiert wird (jemand erfährt zum Beispiel, dass er gerade Hundefleisch gegessen hat).“ Gerade beim Essen spielt Ethnozentrismus eine wichtige Rolle: Die eigene Esskultur gilt als „richtig“, davon abweichende Esskulturen als „falsch“. Ekelgefühle dienen auch dazu, uns davon abzuhalten, kulturelle Grenzen zu überschreiten und zu verletzen, wodurch auch der Status der Gruppenzugehörigkeit in Frage gestellt würde. Nahrungstabus sind die stärkste Form kollektiv wirksamer Essregeln. Die meisten basieren jedoch nicht auf Ekelgefühlen, sondern der Ekel ist eine Folge der Tabuisierung.
In vielen nationalen oder regionalen Küchen werden Speisen als Spezialitäten geschätzt, die von Kulturfremden als ekelhaft eingestuft werden. Einige Beispiele sind schwedischer Surströmming, Hákarl (verrotteter Hai), Tausendjährige Eier, der Verzehr von Insekten (Entomophagie), schottisches Haggis, englischer Black Pudding (Gericht aus Fleischresten, Blut und Fett), der überreife sardische Käse Casu Marzu mit Maden, aber auch Kutteln, Pfälzer Saumagen, münsterländische Töttchen oder Hamburger Labskaus.

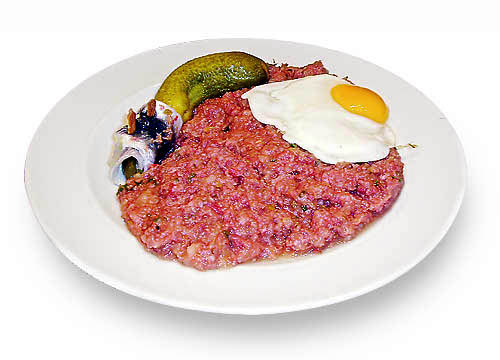
Labskaus mit Spiegelei, Gurke und Rollmops

Nicht alle „Ekelgerichte“ werden von der gesamten Bevölkerung des jeweiligen Landes oder der Region geschätzt, einige werden vor allem von Männern als „Delikatesse“ gegessen. Da der Geruch nach Fäulnis oder Verwesung universell als ekelerregend gilt, ist davon auszugehen, dass der Verzehr „verrotteter“ Lebensmittel immer eine Überwindung erfordert. Wissenschaftler haben die Theorie aufgestellt, dass Gerichte, die üblicherweise Ekel und Widerwillen auslösen, eigentlich nur gegessen werden, um die Zugehörigkeit zur eigenen Gruppe zu bekräftigen und sich zugleich von anderen Gruppen abzugrenzen. Isländer betonen demnach mit einigen Speisen zum Beispiel ihre Abstammung von den Wikingern.
Vegetarier geben unterschiedliche Motive für ihren Verzicht auf Fleisch an. In einer Onlinebefragung der Friedrich-Schiller-Universität Jena unter 2517 Teilnehmern aus Deutschland, Österreich und der Schweiz war ein Ekel vor Fleisch der am neunthäufigsten genannte Auslöser für den Vegetarismus. 11 Prozent der Teilnehmer gaben eine Abneigung gegen den Geschmack von Fleisch als wichtigsten Verzichtgrund an. Diese Gruppe wurden von den Autoren als „emotionale Vegetarier“ kategorisiert. Der Auswertung zufolge ekelten sich die sogenannten moralischen und die emotionalen Vegetarier mehr davor, Fleisch zu essen oder Fleisch zuzubereiten, als gesundheitlich motivierte Vegetarier. Das Gleiche zeigte sich beim Betrachten von Bildern mit Fleischprodukten.
Die australische Soziologin Deborah Lupton erklärt sich den Ekel vor dem Nahrungsmittel Fleisch wie folgt:

“[…] meat inspires strong feelings of revulsion and disgust because of its origin in living animals […] Because it is the product of the death of animals, meat is also more strongly linked than any other food to rottenness and pollution.”

„Fleisch löst starke Gefühle von Widerwille und Ekel aus, weil es seinen Ursprung in lebenden Tieren hat […] Weil es das Produkt des Todes von Tieren ist, wird Fleisch auch stärker als andere Nahrung mit Verrottung und Verunreinigung in Verbindung gebracht.“

## Ekel und Gerüche
Einige Gerüche werden von Wissenschaftlern als universell ekelerregend eingestuft, in erster Linie solche, die bei der Verwesung organischer Substanzen und durch Fäulnis entstehen. Sieht man von der Reaktion auf dabei entstehende reizende Gase wie Ammoniak und Schwefelwasserstoff ab, gibt es jedoch auch in diesem Bereich deutliche kulturelle Unterschiede. Ein US-amerikanisches Forschungszentrum, das an der Entwicklung einer speziellen Stinkbombe als Waffe im Einsatz gegen Menschenansammlungen arbeitet, hat bei Labortests mit Versuchspersonen aus verschiedenen Kulturen nur wenige Gerüche gefunden, die prinzipiell in Frage kämen. Der Gestank soll so ekelerregend wirken, dass Menschen darauf mit starker körperlicher Übelkeit und Panik reagieren, so dass sie die Flucht ergreifen. Als erfolgversprechend gelten bislang nur extrem verstärkte Fäkal- und Fäulnisgerüche.
Leichte Verwesungsgerüche können dagegen auch als angenehm empfunden werden, wenn sie mit Lebensmitteln oder mit Moschus assoziiert werden. Wie Menschen auf einen Geruch reagieren, hängt vor allem vom Kontext und den persönlichen Erfahrungen ab. Die Mehrheit der Forscher geht davon aus, dass die Bewertung von Gerüchen kulturell erworben wird. „[…] smell is in the nose of the smeller, but also in the culture of the smeller.“ (dt.: Geruch ist in der Nase des Riechenden, aber auch in der Kultur des Riechenden.) Bei Labortests mit unbenannten Geruchsproben kommt es so zu ganz unterschiedlichen Reaktionen auf dieselbe Probe: „Manche Probanden, die nicht wissen, was sie schnüffeln, halten den Geruch von Erbrochenem für Käse – leckeren Käse. Manche finden den Geruch von verbranntem Menschenfleisch furchtbar, andere assoziieren ein nettes Barbecue.“ Das ist ein Indiz dafür, dass Ekel im Kopf entsteht und nicht in den Riechzellen.
Belegt wird das durch eine Studie der Universität Oxford aus dem Jahr 2005. Zwölf männliche Teilnehmer rochen an einer künstlich hergestellten Geruchsprobe, die einmal als Cheddar-Käse und einmal als Körpergeruch bezeichnet wurde. Der angebliche Käsegeruch wurde als relativ angenehm bezeichnet, der vermeintliche Körpergeruch als eher unangenehm. In einem weiteren Versuch nahmen die Teilnehmer auch dann einen Käsegeruch wahr, wenn eine völlig geruchlose Probe mit Frischluft als „Käse“ angekündigt wurde.

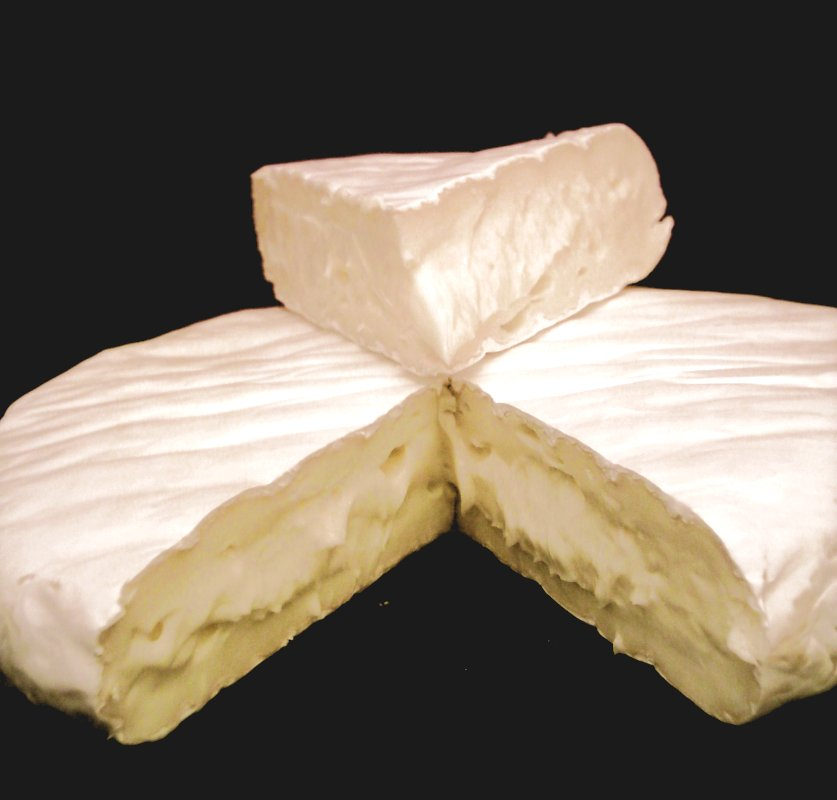
Angeschnittener Camembert

In verschiedenen Kulturräumen gilt der Geruch bestimmter fermentierter oder verschimmelter Nahrungsmittel als delikat, während derselbe Geruch aus einer anderen Quelle als ekelhaft empfunden wird. „Ein fauliger Geruch kann uns durchaus gefallen – solange wir ihn für den von reifem Käse halten. Doch bereits die Erinnerung an ‚Käsefüße‘ kann dieses Wohlwollen zugrunde richten.“ Der Autor Pierre Boisard stellt die These auf, dass Camembert nicht trotz, sondern wegen seines strengen Geruchs gegessen wird. Das Essen von überreifem Käse ermögliche es Erwachsenen, in sozial akzeptierter Form einen Geruch zu goutieren, der ansonsten in unserer Gesellschaft tabuisiert sei, wenn er in Zusammenhang mit Fäkalien stehe.
Deutlich wahrnehmbare Körpergerüche anderer gelten in unserem Kulturkreis als abstoßend und im Extremfall als ekelerregend, vor allem der Geruch von Schweiß, aber auch Mundgeruch. Der Soziologe Georg Simmel hat für diese heftige Abwehrreaktionen eine Erklärung: „Daß wir die Atmosphäre jemandes riechen, ist die intimste Wahrnehmung seiner, er dringt sozusagen in luftförmiger Gestalt in unser Sinnlich-Innerstes ein, und es liegt auf der Hand, daß bei gesteigerter Reizbarkeit gegen Geruchseindrücke überhaupt dies zu einer Auswahl und einem Distanznehmen führen muß […].“ Simmel geht davon aus, dass die Geruchswahrnehmung allgemein in modernen Gesellschaften abnimmt, während gleichzeitig die noch wahrgenommenen Gerüche verstärkte Aufmerksamkeit erregen, vor allem die als unangenehm empfundenen.
Tatsächliche oder vermeintliche Körpergerüche werden auch dazu benutzt, um sich von anderen sozialen Gruppen, Nationalitäten oder Kulturen abzugrenzen, negative Stereotype zu untermauern oder Aversionen hervorzurufen. Sowohl bestimmten Personengruppen als auch Angehörigen anderer Nationen werden mitunter schlechte Eigengerüche zugeschrieben. „Es kann davon ausgegangen werden, daß ein faktisch existenter oder lediglich zugeschriebener übler Geruch […] zur Rechtfertigung von Abwertungs-, Ausstoßungs- und Stigmatisierungsprozessen dient […].“ Im Deutsch-Französischen Krieg gehörte die Behauptung, dass die Deutschen stinken, zur Propaganda der französischen Seite. Französische Chronisten berichteten, dass sich 1870 nach der Kapitulation von Metz alle Bewohner die Nase zugehalten hätten, als die deutschen Regimenter einmarschierten. Die Propaganda sagte, weder der saure Geruch der Engländer noch der ranzige der „Neger“ oder der süßliche der Asiaten käme an Widerwärtigkeit dem Gestank der Deutschen gleich.
Zur Bekräftigung dieses olfaktorischen Urteils verfassten einige französische Mediziner wissenschaftlich klingende Abhandlungen über die allgemeine Bromhidrosis der deutschen Bevölkerung, die zu starken Körperausdünstungen führe. 1915 erklärte ein Arzt, der „urotoxische Koeffizient“ des Urins sei bei Deutschen deutlich erhöht, und da die Nieren bei ihnen überlastet seien, erfolge die Ausscheidung auch über andere Körperregionen. „Man kann dies so ausdrücken, daß man sagt, der Deutsche uriniert durch die Füße.“
Ob verschiedene Ethnien tatsächlich unterschiedliche Körpergerüche haben, ist wissenschaftlich nach wie vor nicht eindeutig geklärt. Der am deutlichsten wahrnehmbare Geruch ist die Achselschweißsubstanz Androstenon. Mittlerweile gilt als sicher, dass nicht alle Ethnien die gleiche Anzahl von Schweißdrüsen haben. „Koreaner haben fast gar keine apokrinen Schweißdrüsen und also auch so gut wie keinen Körpergeruch; Chinesen haben wenige, Japaner mehr, Weiße noch mehr und Schwarze am meisten. Dazu hinterlassen manche Nahrungsgewohnheiten ihre Spuren im Schweiß […] Europäer und Amerikaner galten Japanern als bata-kusai, ‚Butterstinker‘ […].“ Die Verwendung unterschiedlicher Gewürze in verschiedenen Kulturen, beispielsweise von Knoblauch, beeinflusst objektiv messbar die Körpergerüche, aber auch der ständige Umgang mit stark riechenden Produkten, etwa bei Fischern. Insofern ist auch von deutlichen interkulturellen Unterschieden auszugehen.

## Interpersoneller Ekel
Ekelgefühle können sich auch gegen andere Personen richten, wobei es sich häufig um Reaktionen auf Körpergerüche handelt, aber auch auf unerwünschte körperliche Nähe, speziell von Unbekannten. Darüber hinaus gibt es jedoch auch Ekel und Abwehrreaktionen in Bezug auf Gegenstände, die von anderen benutzt wurden. So lehnen es viele ab, von einem Teller zu essen, den zuvor jemand anders benutzt hat, Kleidung aus Secondhandläden zu tragen oder sich auf einen noch warmen Stuhl zu setzen, auf dem vorher ein anderer gesessen hat.
Rozin hat in einer Studie nachgewiesen, dass die Ablehnung fremder Kleidungsstücke etwas mit magischem Denken zu tun hat, nämlich mit der unbewussten Vorstellung, dass sie Eigenschaften des früheren Trägers besitzen. Amerikanische Studenten waren eher bereit, den gereinigten Pullover eines gesunden Fremden zu tragen als den eines kranken oder beinamputierten Mannes oder den eines Mörders. Heftig abgelehnt wurde auch die Vorstellung, ein Kleidungsstück Adolf Hitlers zu tragen. Die Folgerung ist, dass Ekel in modernen Gesellschaften nicht nur die Funktion hat, den Körper vor „Kontamination“ zu schützen, sondern auch die Psyche.
In einigen Kulturen spielt der interpersonelle Ekel eine wichtigere Rolle als der „Basisekel“, zum Beispiel im Hinduismus, der von den Gläubigen die strikte Meidung jedes körperlichen Kontakts mit Angehörigen niedrigerer Kasten fordert. Die Berührung einer Speise durch eine „unreine“ Person lässt die gesamte Speise unrein werden.

## Kulturgeschichte

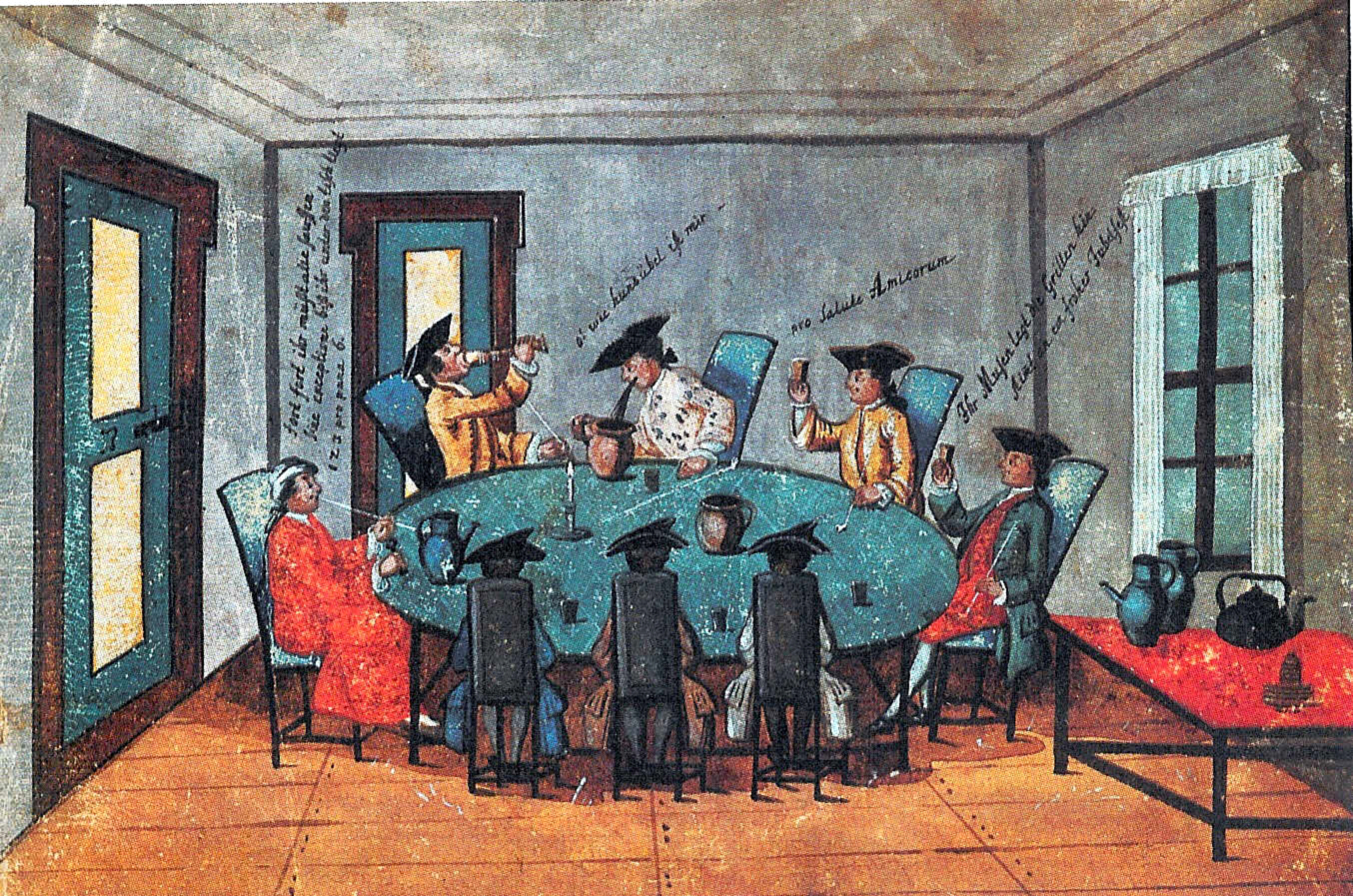
Zechende Studenten um 1750. Es galt nicht als anstößig, sich in Gegenwart von anderen zu übergeben. Das entsprechende Gefäß wurde gemeinschaftlich benutzt.

Ekel ist keine kulturhistorische Konstante, auch nicht innerhalb eines Kulturraums. Der Soziologe Norbert Elias hat in seinem Werk Über den Prozeß der Zivilisation nachgewiesen, dass sich die heutigen europäischen Vorstellungen von „anständigem Verhalten“ seit dem Mittelalter im Laufe von Jahrhunderten entwickelt haben und dass ihre Ausprägung zu einem gesellschaftlichen Prozess gehört, in dessen Verlauf die Kontrolle körperlicher Bedürfnisse immer wichtiger wurde. Dieser Prozess ging vom Adel aus und wurde allmählich zum gesamtgesellschaftlichen Standard. Elias belegt anhand von Quellen, vor allem Tischzuchten, dass Scham- und Peinlichkeitsgefühle im Laufe der Jahrhunderte deutlich zunehmen, was einer Zunahme der Ekelempfindlichkeit entspricht.
Taschentücher benutzte auch der Adel erst in der Neuzeit, vorher war es allgemein üblich, sich mit den Händen zu schnäuzen und diese danach an der Kleidung abzuwischen. Oft wurde auch das Tischtuch benutzt, das nur beim Adel vorhanden war, aber das galt im 15. Jahrhundert bereits als unfein. Beim Essen sollte man sich mit der linken Hand schnäuzen, weil man mit der rechten Hand aß (die Gabel wurde erst im 16. Jahrhundert allmählich eingeführt).
In einer mittelalterlichen Tischzucht heißt es „Spucke nicht über oder auf den Tisch“ und „Spucke nicht in das Becken, wenn du dir die Hände wäschst“. Das Spucken an sich wird nicht beanstandet, auch nicht in Gegenwart von anderen oder beim Essen. Es galt als anständig, unter den Tisch oder hinter sich zu spucken. Man hielt das regelmäßige Ausspucken des Speichels für geradezu notwendig. Im 17. Jahrhundert war es dann ungehörig, vor höherstehenden Personen auf die Erde zu spucken, im 18. Jahrhundert wurde die Benutzung eines Taschentuchs und eine gewisse Diskretion gefordert. Im Haus wurden bei den Oberschichten Spucknäpfe üblich. Im 19. Jahrhundert heißt es dann in einer englischen Benimmschrift: „Spitting is at all times a disgusting habit“ (Spucken ist zu jeder Zeit eine ekelhafte Gewohnheit).
Laut Elias haben Hygienevorstellungen mit der zunehmenden Tabuisierung des Ausspuckens nichts zu tun, da dies kaum als Begründung angeführt wird. „So verstärken sich auch die Peinlichkeits- und Ekelgefühle um die Absonderung des Sputums […] lange bevor man irgendeine klare Vorstellung von der Übertragung bestimmter Krankheitskeime durch das Sputum hat. […] Die Motivierung aus gesellschaftlicher Rücksicht ist lange vor der Motivierung durch naturwissenschaftliche Einsichten da.“ Die Empfindlichkeit gegenüber Körperausscheidungen Anderer hatte im Laufe der Jahrhunderte offenkundig zugenommen. In vielen asiatischen Ländern ist Spucken in der Öffentlichkeit dagegen bis heute üblich und erregt keinen Ekel.

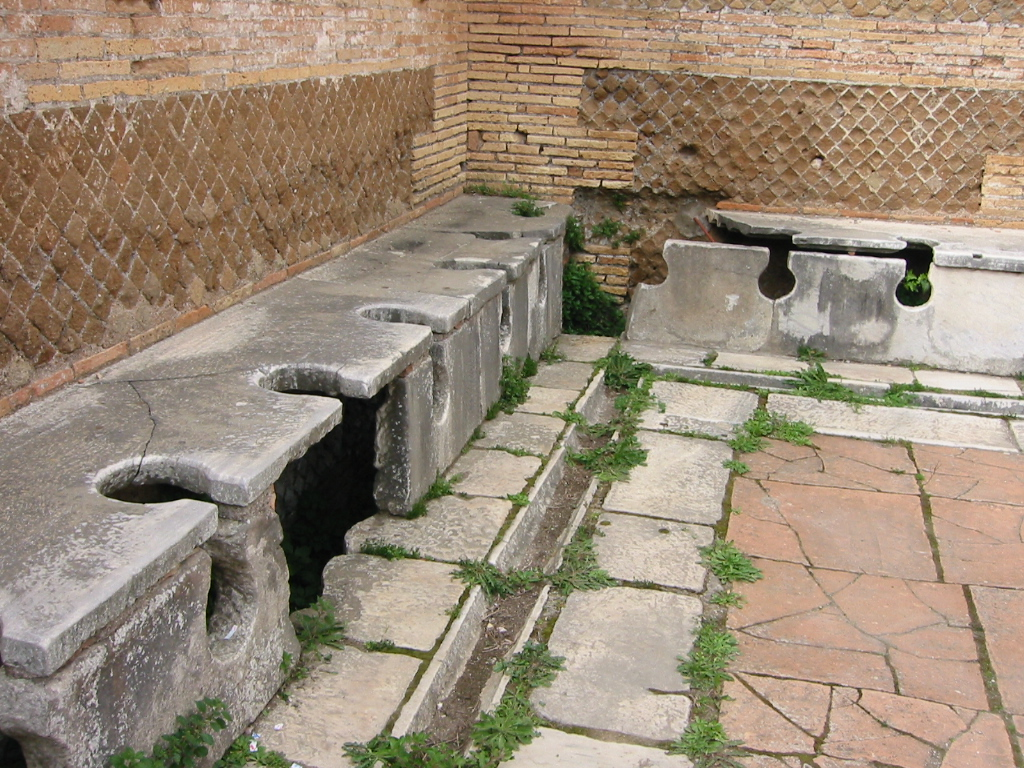
Antike Gemeinschaftstoilette in Ostia Antica

Auch andere Körperausscheidungen galten lange Zeit nicht als ekelhaft. Es war bei allen Ständen durchaus üblich, die Notdurft in der Öffentlichkeit zu verrichten, wie durch Quellen belegt ist. In einer Schrift des Erasmus von Rotterdam heißt es „Incivile est eum salutare, qui reddit urinam aut alvum exonerat […]“ (es ist unhöflich jemanden zu grüßen, der gerade uriniert oder sich erleichtert). Zu dieser Zeit im 16. Jahrhundert aufkommende Regeln, Flatulenzen zu unterdrücken, bezeichnet er als unangemessen, da das nicht gesund sei. Anfang des 17. Jahrhunderts wird erwartet, dass die Defäkation ohne Zeugen im Verborgenen stattfindet. Das trifft jedoch noch nicht auf Kaiser und Könige zu, die regelmäßig auf dem sogenannten Leibstuhl sitzend als besondere Gunstbezeigung Audienzen gewährten.
1729 erklärt dann ein französischer Autor: „Il est très incivil de laisser sortir des vents de son Corps, soit par haut, soit par bas, quand mesme ce seroit sans faire aucun bruit, lorsqu'on est en compagnie […].“ (Es ist sehr unzivilisiert, in Gegenwart von anderen Winde aus seinem Körper entweichen zu lassen, sei es nach oben oder nach unten, auch wenn es lautlos geschieht). Elias konstatiert eine zunehmende Empfindlichkeit im Umgang mit allen Triebäußerungen, wobei die neu eingeführten Benimmregeln zunächst vor allem die Funktion sozialer Differenzierung gehabt hätten, die Unterscheidung der gesellschaftlich Höherstehenden vom „Volk“.
Generell war die Geruchstoleranz in früheren Zeiten in Europa deutlich größer als heute, Gerüchen wurde lange Zeit keine besondere Aufmerksamkeit geschenkt. Der französische Historiker Alain Corbin beschreibt die Situation in Paris zur Zeit Rousseaus: „[…] der Kot sammelt sich überall, in den Alleen, am Fuß der Schlagbäume, in den Droschken. Die Kloakenentleerer verpesten die Straßen; um sich den Weg zum Schindanger zu sparen, kippen sie die Tonnen einfach in den Rinnstein. […] Auch die Walkmühlen und Weißgerbereien tragen ihren Teil dazu bei, den Harngestank zu mehren. Die Fassaden der Pariser Häuser sind vom Urin zersetzt.“
Geruch und Gestank wurden erst im 18. Jahrhundert öffentlich thematisiert. „Von der Mitte des 18. bis zum Ausgang des 19. Jahrhunderts verstärkte sich ein Prozeß, […] den Alain Corbin als ‚olfaktorische Revolution‘, als grundlegenden Wandel in der Wahrnehmung, Bewertung und Interpretation der Gerüche bezeichnet. Kennzeichnend […] ist die wachsende kollektive Empfindlichkeit gegenüber Gerüchen aller Art. Obwohl sich die Intensität und Penetranz der Gerüche gegenüber früheren Epochen nicht geändert hatte, sank die Toleranzschwelle fast schlagartig, und alles, was […] bislang als normal galt – die Gerüche der Körper, der Wohnräume und der Stadt, […] der Geruch von Fäkalien und Jauche, stinkende Abfallberge usw. – wurde nunmehr als unerträglich empfunden.“

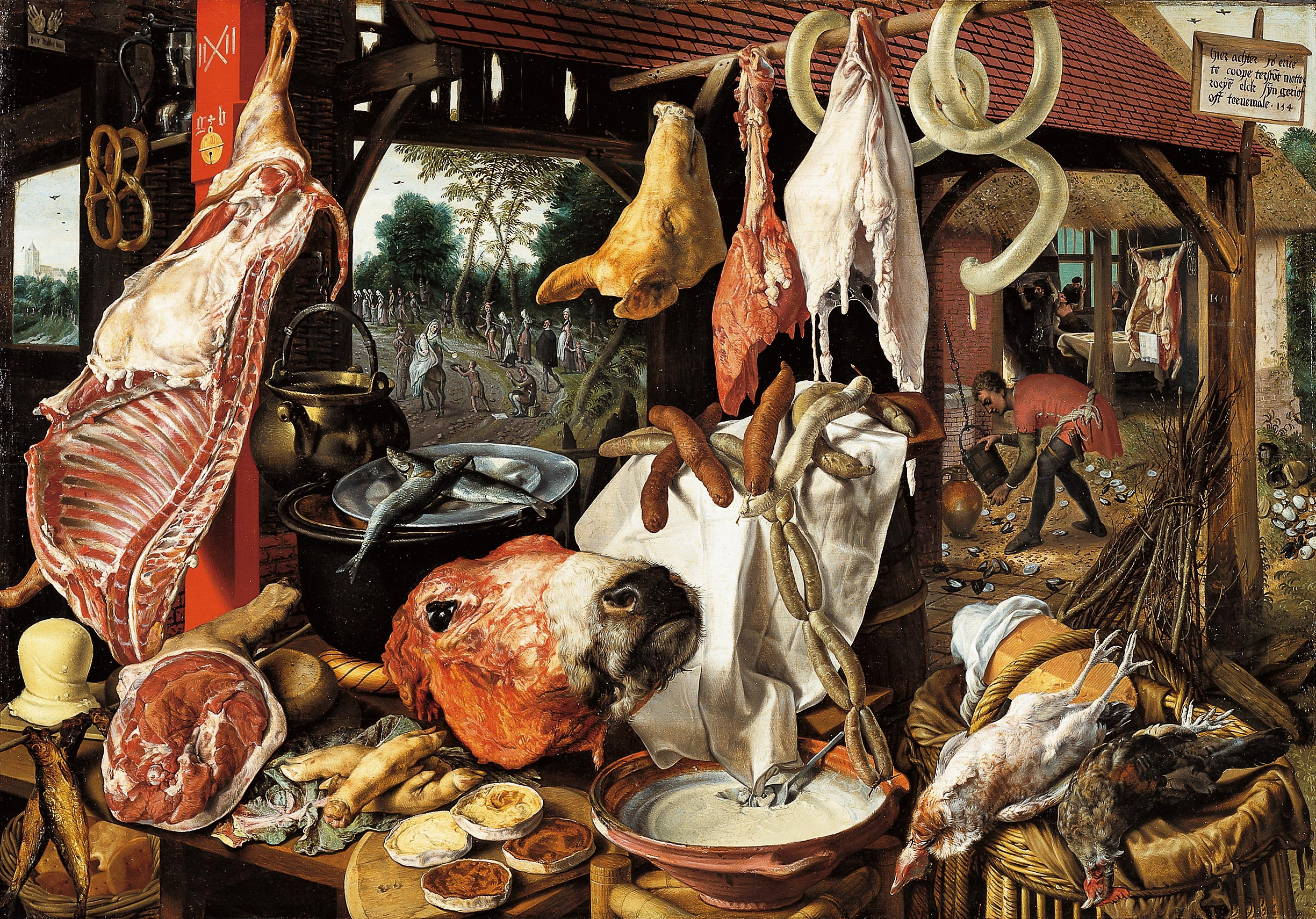
Darstellung einer Metzgerei, Gemälde von Pieter Aertsen, 16. Jh.

Hintergrund der neuen Geruchsempfindlichkeit und der damit verbundenen Ekelreaktionen waren die zu dieser Zeit aufkommende wissenschaftliche Miasma-Theorie und die Annahme, dass starke Gerüche Träger von Krankheitserregern seien, also der Geruch allein Krankheiten verursachen könne. Das führte dazu, die Vorstellungen von Sauberkeit und Hygiene grundlegend zu verändern und die „Reinigung“ der Luft anzustreben. Parallel entstand eine Abneigung gegen die Wahrnehmung von Körpergerüchen, sowohl der eigenen als auch der von anderen. Da es den Oberschichten in der Folgezeit im Unterschied zum „gemeinen Volk“ gelang, den Eigengeruch weitgehend zu beseitigen oder durch Anwendung von Duftstoffen zu übertönen, wurde Körpergeruch zu einem sozialen Unterscheidungsmerkmal.
Die Schlachtung von Nutztieren und deren Weiterverarbeitung zu Fleisch- und Wurstwaren fand jahrhundertelang im Grunde öffentlich statt, sowohl auf dem Land als auch in den Städten. An dem Anblick nahm kaum jemand Anstoß. Erst im 19. Jahrhundert wurden Schlachthöfe in die Randbereiche der Städte verlegt, was nach Ansicht von Soziologen mit einer gestiegenen Ekelempfindlichkeit zusammenhing. Etwa zur gleichen Zeit wird es auch unüblich, zubereitete Tiere im Ganzen zu servieren und erst auf der Tafel zu tranchieren. In einem französischen Kochbuch aus dem Jahr 1894 heißt es: „Dadurch, daß eine geschickte Dekoration oder raffinierte Kochmethode das grausame Aussehen von Fleischstücken verbergen, trägt die Kochkunst sicher zu einer Verfeinerung der Sitten bei. Man vergleiche, was ich die ‚Nationen der blutigen Gerichte‘ […] genannt habe, mit den ‚Nationen der Saucen‘ […] und sehe dann, ob nicht die letztere auch die zivilisiertere ist.“

## Ekel in der Literatur

### Antike
Die lateinische Dichtung der Antike enthält eine ganze Reihe von ekelerregenden Beschreibungen, oft im Zusammenhang mit kriegerischen Auseinandersetzungen, auch wenn es keinen lateinischen Begriff gibt, der genau dieser Emotion entspricht. Es gibt den Begriff fastidium mit der Bedeutung Überdruss, taedium mit der Konnotation von extremer Langeweile und nausea für körperliche Übelkeit.
Während Vergil auf drastische Effekte weitgehend verzichtet, kommen sie bei Ovid vor, jedoch fast ausschließlich in seinem Werk Metamorphosen. Bei einer Schlacht von Kentauren (Kentauromachie) schildert er sehr detailliert verschiedene Verwundungen und Verstümmelungen. „Mit Seneca erreicht die Darstellung des Grausigen in der römischen Dichtung ihren ersten Höhepunkt.“ Seneca ist ein Stoiker; die Schilderungen haben bei ihm die Aufgabe, die Unerschütterlichkeit seiner Helden deutlich zu machen, die sich auch von Ekel nicht bezwingen lassen. Das in seinen Tragödien immer wiederkehrende Motiv ist die Verletzung und Destruktion des menschlichen Körpers. Die drastischsten Szenen finden sich in seinem Werk Thyestes. Höhepunkt ist die Opferschlachtung der Söhne von Atreus und die Schilderung, wie sie als Mahlzeit zubereitet werden.
„Kein Werk der römischen Literatur ist so reich an grausigen und ekelerregenden Partien wie die Pharsalia Lukans. […] Lukans historisches Epos erscheint geradezu als Sammelbecken […] römischer Überlieferung des Grauens.“ Geschildert wird die Schlacht von Pharsalos und der Untergang der Römischen Republik. Zwei Abschnitte darin sind der Verwesung von Leichen gewidmet, außerdem enthält es eine ausführliche Schilderung grausamer Todesszenarien als Folge von Schlangenbissen, u. a. die allmähliche Auflösung eines Körpers. Die Werke von Statius und Silius Italicus schwelgen etwas weniger in grauenvollen Motiven und knüpfen insofern eher an Ovid an.

### Moderne Literatur
Motive des Ekelhaften finden sich später auch in der vormodernen Literatur, allerdings eher in Form des Grotesken. Ein Beispiel ist Gargantua und Pantagruel von François Rabelais, wo Urin, Fäkalien und Körpersekrete eine Rolle spielen. Der Schriftsteller will damit jedoch keinen Ekel provozieren, sondern strebt den „Effekt eines befreienden Lachens“ an. Die literarische Behandlung dieser Motive verändert sich ausgehend von Voltaire, der in Candide das Hässliche und Abstoßende bewusst als Gegenbild zur Idee der Theodizee darstellt, in der auch das Böse stets einen Sinn hat. Ein Zitat: „Als er am folgenden Tag spazierenging, begegnete er einem über und über mit Eiterbeulen bedeckten Bettler mit erloschenen Augen, zerfressener Nase, schiefstehendem Munde und schwarzen Zahnstümpfen, der jedes Wort heiser hervorgurgeln musste; fürchterliche Hustenanfälle quälten ihn, wobei er jedes Mal einen Zahn ausspie.“

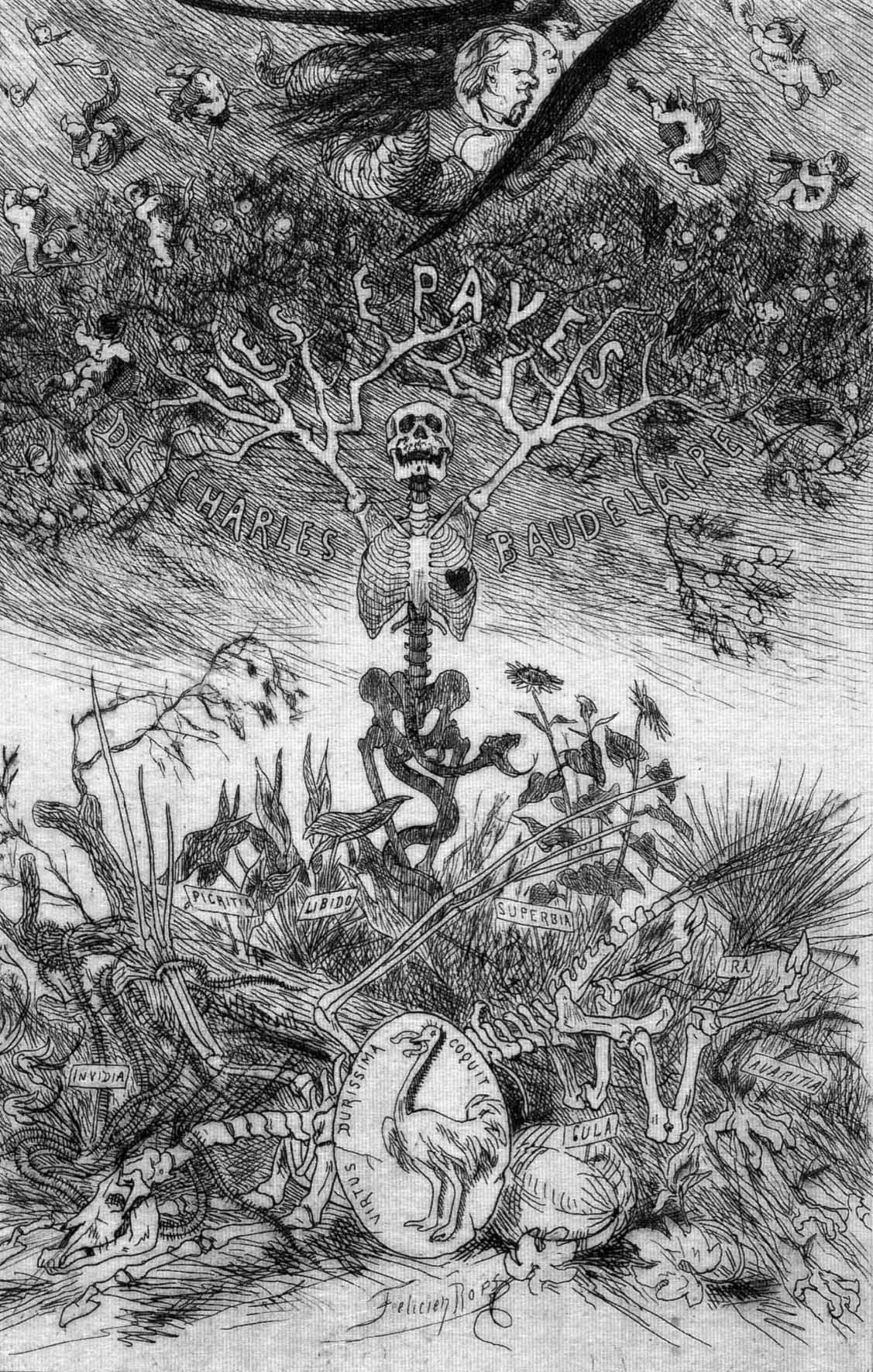
Frontispiz der Sammlung Les Épaves von Charles Baudelaire

Der Bruch mit der Tradition der „schönen Künste“ findet sich auch bei Heinrich von Kleist. „Penthesilea (1808) ist das erste große Sprachkunstwerk des literarischen Extremismus. Das Drama will nicht mehr Furcht und Mitleid erregen, sondern provoziert Katharsis durch Ekel. […] Spätere Autoren des 19. Jahrhunderts, man denke vor allem an die Romantiker, hüteten sich vor dem Extrem […].“
Die literarische Richtung des Naturalismus behandelte soziale Probleme und stellte auch Krankheit, Alkoholismus und körperliche Degeneration dar, Ekelmotive wurden als Mittel der Provokation und Kritik akzeptiert. Leitfigur war Émile Zola, der wichtigste deutsche Vertreter war Gerhart Hauptmann.
In Frankreich gehörten Georges Bataille, Charles Baudelaire, der Comte de Lautréamont, Paul Verlaine und Arthur Rimbaud zu den modernen Schriftstellern, die in ihren Werken Tabuisiertes teilweise drastisch darstellten. Abstoßendes wird von ihnen um seiner selbst willen behandelt, um das Leben auch in seiner „Brutalität und Animalität“ zu beschreiben. Baudelaires Les Fleurs du Mal lösten einen Skandal aus und führten zu einem Strafprozess.
Gezielt auf Ekeleffekte setzen auch Vertreter des Expressionismus wie Gottfried Benn, Georg Trakl und Hans Henny Jahnn. „In ästhetischer Hinsicht ist der Extremist spezialisiert auf die Zerstörung literarischer Normen und sprachlicher Regeln. Seiner exzentrischen Sprache gepaart ist die Präferenz für Tabuisiertes oder Populäres […]“. Trakl thematisiert in seinen Gedichten Verfall, Verwesung und Tod, ebenso der Mediziner Benn. Jahnns Drama Pastor Ephraim Magnus (1919) „ist ein absonderliches Repositorium an Gräuel und Schauerlichkeiten, die ihresgleichen suchen angesichts der extremen Häufung von Themen wie Nekrophilie, Kannibalismus, Kastration, Blasphemie, Inzest und Verwesung. […] So explizit wie nirgends sonst nach Penthesilea basiert Jahnns Dramatik auf dem anti-ästhetischen Effekt des Ekels.“
Ekel ist auch ein Schlüsselbegriff in Friedrich Nietzsches Werk Also sprach Zarathustra. Zarathustra ist hier ein Vorläufer des erwarteten Übermenschen und als solcher ein Mensch ohne Ekel, so heißt es. In einer Szene stellt er sich jedoch seinen „abgründigsten Gedanken“ und bricht darauf in den Ausruf aus: „Ekel, Ekel, Ekel – wehe mir!“ Immer wieder wird in diesem Stück Ekelhaftes thematisiert und es wird „die gesamte Metaphorik des Spuckens, Herauswürgens, Erbrechens einschließlich aller Fäkalinjurien – eine ganze Welt des Pfui – bemüht.“ Die Überwindung jeglichen Ekels wird von Nietzsche als anzustrebendes Ziel dargestellt. Aus zahlreichen Aussagen geht hervor, dass der Philosoph selbst jedoch sehr ekelempfindlich war, was er euphemistisch als „Hypersensitivität“ umdeutet. „Der Ekel vor den gemeinen, gewöhnlichen Niederungen des Menschlichen findet sich bei Nietzsche bereits im Frühwerk, ebenso die Übertragung des Ekels aus der physiologischen in die moralische Welt.“ So schreibt er an einer Stelle: „Mir eignet eine vollkommen unheimliche Reizbarkeit des Reinlichkeits-Instinkts, so dass ich […] das Innerlichste, die ‚Eingeweide‘ jeder Seele physiologisch wahrnehme – rieche […] Wenn ich recht beobachtet habe, empfinden solche meiner Reinlichkeit unzuträgliche Naturen die Vorsicht meines Ekels auch ihrerseits […] Der Ekel am Menschen, am ‚Gesindel‘ war immer meine grösste Gefahr […].“
Der Schriftsteller Franz Kafka hat sich in privaten Briefen und Aufzeichnungen über persönliche Ekelgefühle geäußert. Als Motiv spielt diese Emotion in seiner Erzählung Die Verwandlung eine Rolle, in der sich der Protagonist über Nacht in ein Insekt („Ungeziefer“) verwandelt, worauf die Familie mit Entsetzen und zunehmendem Ekel reagiert.
In der deutschsprachigen Literatur des 20. Jahrhunderts wird Ekel häufig thematisiert, vor allem auch bei österreichischen Autoren. „Die Inszenierung des Häßlichen und Abstoßenden, welche seit der Lyrik Charles Baudelaires zu einem zentralen Thema der literarischen Moderne […] geworden ist, ist in der österreichischen Literatur des zwanzigsten Jahrhunderts auf geradezu beispiellose Art und Weise vertreten.“ Typische Vertreter sind Thomas Bernhard, Josef Winkler, Werner Schwab und Elfriede Jelinek. In ihren Werken kommt es zu zahlreichen Tabubrüchen, dargestellt mit den Mitteln einer „gewaltsamen Rhetorik“ (excitable speech), die auch den Körper der Leser angreifen will.
Der französische Philosoph Jean-Paul Sartre hat einen Roman mit dem Titel Der Ekel (La nausée) geschrieben, der als literarisches Hauptwerk des Existentialismus gilt. Der Ekel des Protagonisten richtet sich im Kern gegen die angenommene Sinnlosigkeit und Ungewissheit jeglicher Existenz. Bezeichnungen für diesen gewissermaßen rein geistigen Ekel sind Daseinsekel oder Weltekel. Die geschilderten Empfindungen der Hauptfigur Antoine Roquentin werden in der Psychologie jedoch der Melancholie zugeordnet und treten unter anderem bei Depressiven auf. „Die Melancholie kann aus existenzanalytischer Sicht folgendermaßen beschrieben werden: zum einen als Entfremdung des Menschen von sich selbst, den anderen und den Dingen, […] zum anderen als Werdenshemmung, also als Abwandlung des Bezuges zur Zeit, der Zeitigung.“ Diese Entfremdung ist ein wesentliches Merkmal von Roquentins Befindlichkeit. Sartre wollte den Roman ursprünglich auch Melancholia nennen.
Im Jahre 2008 sorgte der Roman Feuchtgebiete der deutschen Schriftstellerin Charlotte Roche im deutschsprachigen Feuilleton wegen seiner expliziten Schilderung von Körperausscheidungen für eine Diskussion über den Begriff Ekel, an der sich auch der Publizist Roger Willemsen beteiligte.

## Inszenierter Ekel
Nicht nur Schönes, sondern auch Erschreckendes und Groteskes wird seit jeher in Literatur und Kunst dargestellt, wenn auch nicht unbedingt mit dem Ziel, Ekel zu erregen. „Im Naturalismus und Expressionismus richten sich die Darstellungen des Ekelhaften […] gegen den schönen Schein klassischer Kunst. Der Ästhetik der Schönheit wurde in provokativer Absicht die des Häßlichen gegenübergestellt […].“ In der neu entstehenden Theorie der Ästhetik im 18. Jahrhundert wurde das Hässliche und Ekelerregende zunächst nämlich völlig ausgeklammert.
Die Psychologie nach Freud betrachtet Ekel als eine ambivalente Emotion, ausgehend vom ursprünglichen Interesse des Kleinkindes an Fäkalien, das ihm erst mit Hilfe der Sozialisation abgewöhnt wird. Somit wird das frühere „Lustobjekt“ umgewandelt in ein Objekt der Unlust und des Ekels. In den Schichten des Unbewussten bleibt die verdrängte Faszination jedoch erhalten und zeigt sich immer wieder in maskierter Form, so diese Theorie. „Masochistische Persönlichkeiten tun durchaus etwas Ähnliches wie Leser oder Betrachter von künstlerischen Darstellungen des Schrecklichen oder Ekelhaften. Sie lassen sich von unlusterregenden Objekten geradezu magisch anziehen. Die verborgene Lustquelle liegt dabei […] in der Befriedigung eines mehr oder weniger bewußten Strafbedürfnisses gegenüber verbotenen Wünschen und Impulsen.“ Das Goutieren inszenierten Ekels im Bereich der Kunst wird gesellschaftlich akzeptiert. Öffentliche Empörung über Tabuverletzungen richtet sich generell nur gegen die jeweiligen Künstler, nicht gegen die Rezipienten. Dabei setzt sich das Publikum dem Ekelhaften freiwillig und zeitlich begrenzt aus, so dass eine gewisse innere Distanz aufgebaut werden kann, vor allem im Bereich von Film, Theater oder Malerei.
Nach Auffassung von Thomas Anz erfüllt „Ekelkunst“ außerdem weitere (unbewusste) Bedürfnisse. „Phantasien über kollektive Katastrophen apokalyptischen Ausmaßes, die in der Kunst- und Literaturgeschichte immer wieder auch mit Ekelphantasien einhergehen, entsprechen in der Tradition religiöser Apokalypsen zugleich moralischen und aggressiven Bedürfnissen.“

### Moderne Kunst
Die bewusste Provokation von Ekelgefühlen ist ein Mittel verschiedener Richtungen der modernen Kunst und wird vor allem bei Performances eingesetzt. Ausgelöst wird der Ekel häufig durch die Verwendung von Körperflüssigkeiten und -produkten, die zu „Kunstmaterial“ erklärt werden. Dabei werden gesellschaftliche Tabus verletzt. Bekannt hierfür war der so genannte Wiener Aktionismus. Auch Body Art als Form der Aktionskunst und Eat Art setzen teilweise Ekeleffekte gezielt ein. Nach eigenem Bekunden wollen die Künstler damit eine Protesthaltung gegenüber gesellschaftlichen Zwängen und Werten ausdrücken.
Die Wiener Aktionisten erklärten unter anderem, sie strebten eine besondere Intensität des Ausdrucks und die Überwältigung der Zuschauer an, die nur durch direkten Körpereinsatz zu erzielen sei. Der bekannteste Auftritt der Gruppe in einem Hörsaal der Wiener Universität im Jahr 1968 bestand darin, öffentlich zu urinieren, zu defäzieren und zu erbrechen und zwischendurch die österreichische Nationalhymne zu singen. Es sei darum gegangen zu zeigen, „dass sich das Volk bei einem Haufen Scheiße mehr aufregt, als bei allen Berichten über den damals ausgefochtenen Vietnamkrieg.“ Den größten Bekanntheitsgrad der Wiener Aktionisten erlangte in der Folgezeit Hermann Nitsch, der bei seinen Performances vor allem viel Tierblut fließen ließ. Er ließ Tiere öffentlich schlachten und beschmierte dann mit Blut und Innereien Leinwände und Personen. Außerdem schuf er „Schüttbilder“, indem er Blut über Leinwand laufen ließ. Anfang der 1970er Jahre wandte sich Nitsch vor allem dem Theater zu und führt seitdem regelmäßig so genannte „Orgien-Mysterien-Spiele“ auf. Er hat zu seiner Kunst eine umfangreiche theoretische Abhandlung verfasst und beruft sich auf Theorien Sigmund Freuds. Das Ziel seiner Aufführungen sei die Auflösung von Neurosen und eine Katharsis.
Vom Wiener Aktionismus beeinflusst sind die Performances von Paul McCarthy, die gezielt auf Ekeleffekte setzen. 1975 entstand beispielsweise sein Video Sailor's Meat, in dem McCarthy mit blonder Frauenperücke und Damenslip agierte und sich 28 Minuten lang mit Hilfe von Ketchup, Mayonnaise und rohem Fleisch beschmierte, das er zuerst kaute und dann wieder ausspuckte. Außerdem hantierte er mit einem Dildo, den er in die Mayonnaise tauchte. Selbstbeschmutzung ist ein Stilmittel der Body Art. „Wenn McCarthy eigene Ausscheidungen mit typisch amerikanischen Produkten wie Ketchup, Mayonnaise, Körpercreme oder Hot Dogs zu einer abscheulichen Soße vermischt, attackiert er damit die Reinlichkeitsvorstellungen der Gesellschaft.“
Häufig werden in der „Ekelkunst“ Exkremente eingesetzt. Besonders bekannt ist die Merda d’artista („Künstlerscheiße“) von Piero Manzoni. Im Mai 1961 füllte er 90 Blechdosen angeblich mit seinem eigenen Kot, nummerierte und signierte sie und bot sie für den Gegenwert von 30 Gramm Gold an. Die Dosen haben heute einen hohen Sammlerwert, wobei unklar ist, woraus der Inhalt tatsächlich besteht. Der Ekel basiert allein auf der Vorstellung. Wim Delvoye konstruierte ein mechanisches Objekt namens Cloaca, das täuschend echt mit Hilfe von Bio-Reaktoren den Verdauungsvorgang simuliert und nach Fütterung mit Lebensmitteln künstlichen Kot ausscheidet, der chemisch echten Fäkalien entspricht und auch so riecht. Auch diese Ausscheidungen werden mittlerweile von Sammlern gekauft.
Auch tote Tiere werden in der modernen Kunst eingesetzt, um zu provozieren und Ekelgefühle auszulösen. Damien Hirst legt Tierkadaver in Formaldehyd ein und stellt sie aus. Das bekannteste Objekt ist ein eingelegter Tigerhai aus den 1990er Jahren, der mittlerweile anfängt zu verwesen, da er sich nicht dauerhaft konservieren lässt. Der österreichische Aktionskünstler Wolfgang Flatz sorgte 2001 mit einer Aktion namens „Fleisch“ für einiges Aufsehen in den Medien, als er in Berlin ein totes Rind von einem Hubschrauber abwerfen ließ. Nach dem Aufprall explodierten mehrere Feuerwerkskörper. Flatz hing während der Aktion in Christuspose an einem Baukran. Nach seiner Aussage wollte er auf das gestörte Verhältnis der Gesellschaft zum Thema Fleisch hinweisen. Der Einfluss des Wiener Aktionismus ist deutlich erkennbar.
Verfall, Fäulnis und Verwesung sind ebenfalls Themen der modernen Kunst. Dieter Roth ließ Objekte aus Lebensmitteln gezielt verschimmeln, ebenso die Britin Sam Taylor-Wood in einem Video im Zeitraffer. Fotokünstler, die bewusst Ekeleffekte einsetzen, sind zum Beispiel Joel-Peter Witkin und Cindy Sherman.
Theodor W. Adorno hat in seiner Abhandlung zur Theorie der Ästhetik eine allgemeine Vorliebe der modernen Kunst für Ekelhaftes und physisch Widerliches festgestellt. Er sieht darin ein Anzeichen für die Tendenz, die Gesellschaft zu „verklagen“ und „die Welt zu denunzieren“, durch das demonstrative Darstellen von Verleugnetem und Verdrängtem.
Die Künstlerin Theresa Schubert aus Berlin verspeiste am 6. Februar 2020 auf einer öffentlichen Bühne in der slowenischen Stadt Ljubljana zuvor aus ihrem Oberschenkel herausgetrenntes und gebratenes Fleischgewebe. Die kannibalistische Kunstaktion fand unter dem Titel mEat me statt. In einer Nährlösung aus Eigenblut züchtete die Künstlerin, die Vegetarierin ist, dafür in Petrischalen dieses Gewebe heran. In der TV-Sendung Kulturzeit des Fernsehsenders 3sat erklärte Theresa Schubert im Mai 2020: „Ich musste mich ein bisschen überwinden, dieses Stück in den Mund zu nehmen und zu kauen und zu schlucken. Weil es einfach auch so ein ungewohnter Geschmack war [...] Wir könnten die Tiere einfach in Ruhe lassen [...] Wenn schon jemand darauf besteht, Fleisch zu essen, dann esst doch bitte euch selbst.“

### Modernes Theater
Hermann Nitsch hat seine Aktionskunst mittlerweile überwiegend ins Theater verlagert. Er führt in seinem eigenen Schloss in Österreich regelmäßig die so genannten Orgien-Mysterien-Spiele auf, bei denen u. a. geschlachtete Tiere ausgeweidet werden, untermalt von Orchesterklängen. Nitsch integriert religiös anmutende Opferrituale und Elemente der christlichen Liturgie. 2005 durfte er dieses Schauspiel erstmals im renommierten Wiener Burgtheater aufführen.
Das moderne deutsche Regietheater setzt mittlerweile ebenfalls häufig Blut und andere Körperflüssigkeiten ein, was bei Theaterkritikern zur Bildung des Schlagworts Ekeltheater und in der jüngsten Vergangenheit zu einer kontroversen Diskussion über das deutsche Theater geführt hat, an der sich alle überregionalen Printmedien beteiligt haben. „Momentan wird darüber diskutiert, ob auf Deutschlands Bühnen Schauspieler zu oft kotzen, pissen und onanieren müssen oder noch weitaus schrecklichere Dinge treiben.“ Ekeltheater sei das. Der Regisseur Christoph Schlingensief gilt als einer der „Vorreiter“ dieser Richtung. 2006 beschmierten sich die Schauspieler der Macbeth-Inszenierung von Jürgen Gosch in Düsseldorf mit Exkrementen und Kunstblut, auf den großen Bühnen in Berlin und Hamburg gab es ebenfalls Aufführungen, in denen Blut und Urin eine wichtige Rolle spielten.
Auffallend ist, dass es Inszenierungen in diesem Stil bislang nur im deutschen Sprachraum gibt. Der Regisseur Nicolas Stemann erklärt das mit dem Selbstverständnis des deutschen Theaters, das sich als politisch verstehe: „Bei uns geht es seit Brecht darum, die Gesellschaft für politische Diskurse zu gewinnen und dafür das Theater zu benutzen. Oder schon seit Schiller.“ Stephan Kimmig verweist darauf, dass in jedem Tatort mehr Blut und Gewalt zu sehen seien als auf den Theaterbühnen.

### Kino
Im Jahr 1965 kam Roman Polańskis Film Repulsion (Zurückweisung/Abwehr) in Deutschland unter dem Titel Ekel in die Kinos, aber der englische Titel charakterisiert den Inhalt besser. Die Hauptfigur Carol kann Nähe und Berührungen durch Männer nicht ertragen, ihre Abwehr hat phobische und neurotische Züge und steigert sich bis zum Hass; ihre Ekelgefühle sind Teil ihrer psychischen Störung. Ekel beim Zuschauer erregen ein abgehackter Kaninchenkopf, den Carol in ihre Handtasche steckt, und ein dann in der Wohnung langsam verwesender Kaninchenbraten.
Horrorfilme setzen häufig auf Ekeleffekte, außerhalb dieses Genres kommen sie seltener vor. In den 1960er Jahren entstand als besondere Kategorie der so genannte Splatter, der durch besonders exzessive Gewaltdarstellung charakterisiert und in vielen Ländern verboten ist. Auch in Kinofilmen tritt Ekel meistens dann auf, wenn Tabus verletzt werden, wobei dies nicht immer explizit gezeigt werden muss. Kannibalismus ist sehr stark tabuisiert, und Filme mit Szenen, in denen Menschenfleisch gegessen wird, galten lange Zeit per se als skandalös. Beispiele sind Der Schweinestall von Pier Paolo Pasolini (1968) und Weekend von Jean-Luc Godard (1967). In Der Koch, der Dieb, seine Frau und ihr Liebhaber von Peter Greenaway (1989) ist Kannibalismus nur einer von zahlreichen Tabubrüchen; hier wird ein Mann schließlich als Braten mit Gemüse und Kräutern zubereitet.
Der deutsche Film Im Lauf der Zeit von Regisseur Wim Wenders von 1976 zeigt explizit, wie die Hauptfigur Bruno Winter, verkörpert von Schauspieler Rüdiger Vogler, im hellen Sand am Ufer eines Baggersees seinen Darm entleert.
In der schwarzen Komödie Der Rosenkrieg rächt sich eine Ehefrau an ihrem Mann, der ihre Katze überfahren hat, indem sie ihn eine Pastete essen lässt, über die sie ihm nach der Mahlzeit zu verstehen gibt, dass sie darin seinen Hund verarbeitet habe. Zu sehen ist die Zubereitung nicht. Mehrfach mit „Ekelthemen“ befasst hat sich der Regisseur Fruit Chan aus Hongkong, der 2002 einen Film mit dem Titel Public Toilet drehte und 2004 Dumplings. Dumplings sind chinesische Teigtaschen. In Chans Film verspricht eine Chinesin, mit Hilfe ihrer ganz besonderen Dumplings Frauen zu ewiger Schönheit und Jugend zu verhelfen. Im Laufe des Films wird klar, dass die Füllung im Wesentlichen aus abgetriebenen Embryonen besteht. In China durfte der Film nicht gezeigt werden. Chan deutete in einem Interview an, dass das Thema des Films einen realen Hintergrund hat.
Der Regisseur Luis Buñuel hat in vielen seiner Filme mit dem Abstoßenden und Ekligen gegen die Tabus in der Gesellschaft verstoßen. Eine ironische Spitze bietet er in seinem Spätwerk Das Gespenst der Freiheit: Hier wird eine Abendgesellschaft gezeigt, die, gemeinsam um einen Tisch sitzend, sich in Toiletten entleert. Zwischendurch entschuldigen sich Einzelne, um in einem Kabinett verstohlen einen Bissen zu sich zu nehmen.
Kontrovers diskutiert wurde außerdem seit Erscheinen die mehrteilige Mondo-Film-Reihe Gesichter des Todes wegen der darin zu sehenden Gewaltdarstellungen mit oftmals authentischem Hintergrund.
In Verbindung mit der Wertung „ekelerregend“ bringen auch nicht wenige Filmkritiker den 2009 erschienenen niederländischen Horrorfilm Human Centipede – Der menschliche Tausendfüßler. In der Literaturverfilmung Der Goldene Handschuh von Regisseur Fatih Akin von 2019 über das Leben des Hamburger Serienmörders Fritz Honka hat die Hauptfigur Sex mit gealterten Frauen, von denen der Killer einige ermordet und anschließend die verwesenden Leichen in einem Verschlag seiner Dachgeschosswohnung jahrelang versteckt.

### Fernsehen
Ekel wird auch in Fernsehsendungen mitunter bewusst eingesetzt. In der 1973 ausgestrahlten 12. Folge der Serie Ein Herz und eine Seele sorgte die Hauptfigur „Ekel Alfred“ mit einem Fußbad in der Kartoffelschüssel für Aufsehen. Später spielten beim Zuschauer hervorgerufene Ekelgefühle vor allem in sogenannten Reality-Shows eine Rolle. Bereits 1996 sorgte die Show Glücksritter für Schlagzeilen. In Deutschland sorgte im Jahr 2004 die RTL-Sendung Ich bin ein Star – Holt mich hier raus! für heftige öffentliche Diskussionen. Die Medien sprachen von „Ekelfernsehen“; die Wortschöpfung kam damals bei der Wahl zum Wort des Jahres auf Platz 5. In dieser Reality-Show lebten mehr oder weniger prominente Teilnehmer für einige Zeit in einem Camp im australischen Dschungel, wo sie täglich rund um die Uhr gefilmt wurden. Für hohe Einschaltquoten und heftige Kritik sorgten die regelmäßigen „Mutproben“. So musste beispielsweise Daniel Küblböck minutenlang ein „Bad“ in einigen tausend Kakerlaken nehmen. Die Sendung erreichte mehrere Millionen Zuschauer und einen Marktanteil von über 30 Prozent. Michael Konken, Vorsitzender des Deutschen Journalisten-Verbandes, sprach von einem „Tiefpunkt der Fernsehunterhaltung“ und „voyeuristischer Perversion“, bei der die Ekelgrenze überschritten werde.
Trotz der Kritik am Dschungelcamp sendete RTL einige Zeit später ein Format, bei dem Ekel ebenfalls eine wichtige Rolle spielt: die Show Fear Factor, die seit 2001 beim US-Sender NBC sehr erfolgreich ausgestrahlt wird. Die amerikanischen Kandidaten mussten unter anderem Würmer und Kuhaugen essen, wurden in einen Container mit Schlangen gesteckt oder mit 400 Ratten bedeckt. Auch in anderen Ländern werden ähnliche Sendungen ausgestrahlt, meist mit hohen Einschaltquoten.
Eine Weiterführung des „Ekelfernsehens“ ist die als Dokumentation bezeichnete Serie Autopsie – Mysteriöse Todesfälle bei RTL II. „Getarnt als Dokumentationsreihe über die Arbeit von Kriminologen und Gerichtsmedizinern, werden darin Leichen aller Art präsentiert, in jedem nur denkbaren Stadium der Verwesung und Auflösung. […] Und alle echt.“ Auch Obduktionen sind zu sehen. Bei der Hauptzielgruppe der 14- bis 29-Jährigen erreicht die Sendung eine Einschaltquote von 13 Prozent. „Eine derart aggressive und öffentlich-serielle Präsentation von Tod, Sterblichkeit und Verwesung dürfte es im Fernsehen noch nicht gegeben haben.“ Das Interesse der Zuschauer besteht nach Ansicht des Publizisten Oliver Pfohlmann sowohl aus Lust an der Spannung als auch aus „Voyeurismus mit sadistischen Anteilen“. Die Sendung sei so etwas wie eine „virtuelle Mutprobe“.
Medienforscher erklären den allgemeinen Erfolg von Reality-Shows ähnlich. Studien zufolge werden diese Formate vor allem von „Personen mit voyeuristischen Neigungen“ bevorzugt, wobei das Bildungsniveau keine Rolle spiele. „Bei nicht ängstlichen Zuschauern mündet der Voyeurismus in ein intensives Unterhaltungserleben. Ängstliche Rezipienten dagegen versuchen, durch das Anschauen der entsprechenden Inhalte, ihre eigenen Ängste zu bewältigen.“

### Musik
Drastische Live-Performances auf der Konzertbühne inszenierte der Punk-Rock-Musiker GG Allin, der während seiner Auftritte masturbierte, sich selbst verstümmelte oder seine eigenen Exkremente verschluckte. Im Jahre 1993 verstarb GG Allin an einer Überdosis Heroin. Nicht minder anstößig sind häufig Cover-Artwork und Songtexte von Death-Metal-Bands wie den Cannibal Corpse, wegen der extrem blutigen zeichnerischen Abbildungen sind die Musikalben dieser amerikanischen Gruppe in manchen Ländern mit einem gerichtlichen Verbot belegt. Auf dem Urcover des in Deutschland beschlagnahmten Cannibal-Corpse-Albums Butchered at Birth, das 1991 erschienen war, bildet eine Zeichnung zwei Zombies ab, die mit Schlachtermessern eine skelettierte Frau ausweiden, während von der Decke verstümmelte Säuglinge hängen.